# Figurines funéraires de la dynastie Tang

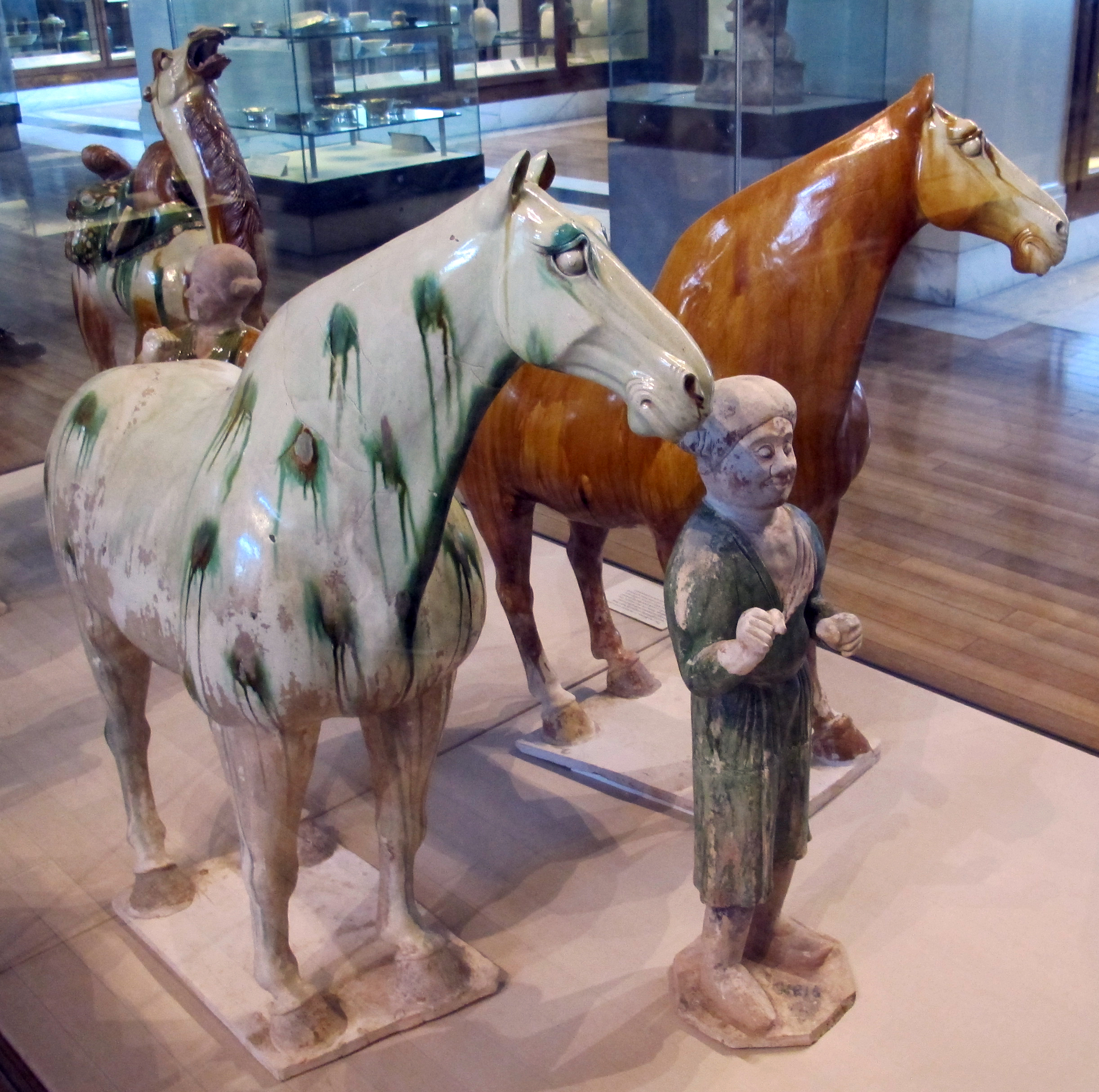
Deux chevaux et un palefrenier glaçurés sancai, 728, depuis la tombe du général Liu Tingxun

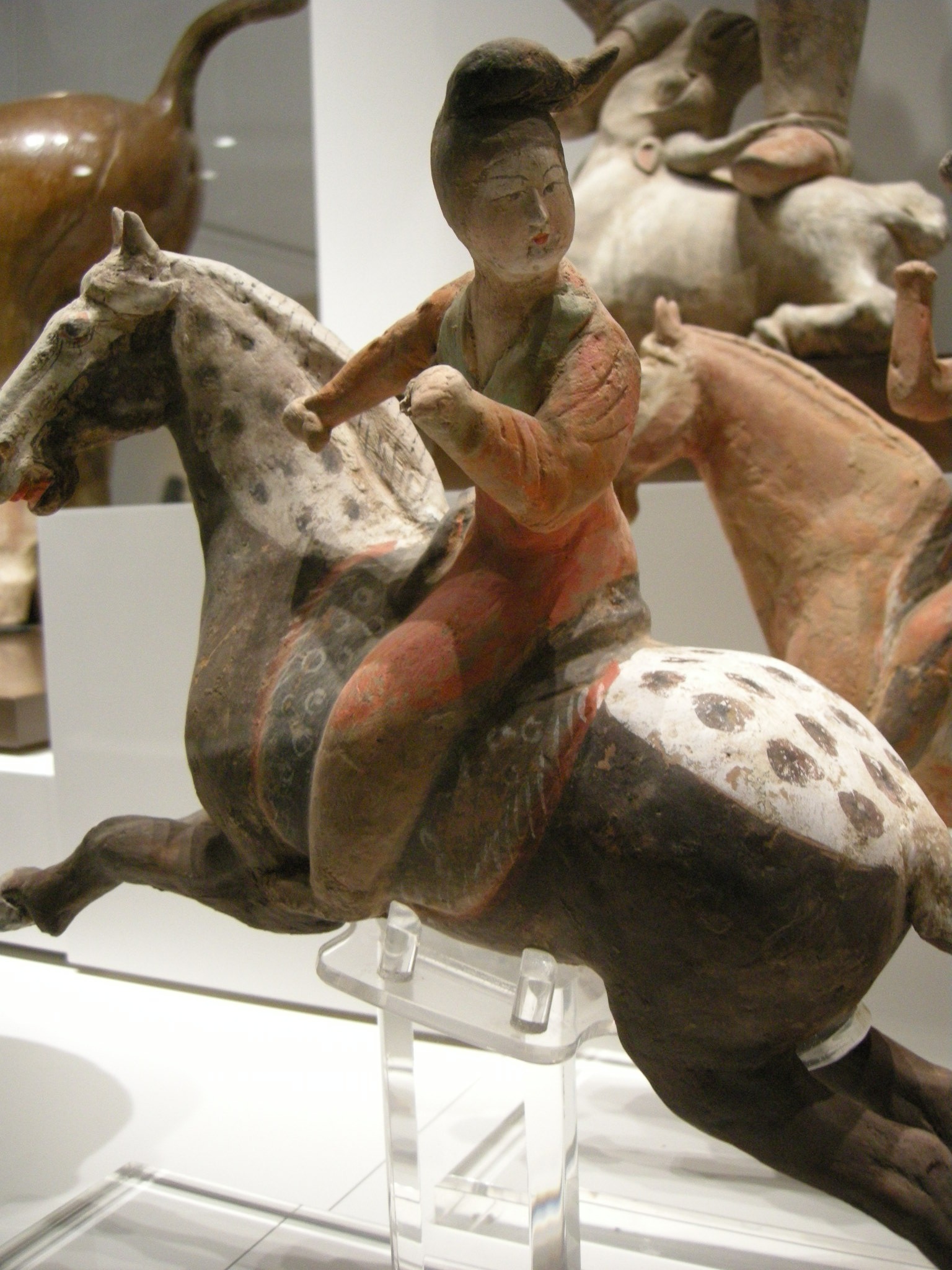
Femme habillée en homme jouant au polo peinte

Les figurines funéraires de la dynastie Tang sont des figures en terre cuite de personnes et d'animaux fabriquées sous la dynastie Tang (618–906) comme éléments de mobilier funéraire à placer dans les tombes. On croyait que les choses représentés deviendraient disponibles pour le service du défunt dans l'au-delà. Les figures sont faites de céramique moulée avec de la couleur généralement ajoutée, bien que souvent sur une partie seulement de la figure et pas obligatoirement selon des modes naturalistes. Là où la coloration se trouvait dans la peinture, elle n'a souvent pas survécu, mais dans de nombreux cas, il s'agissait de glaçure sancai ("tricolore"), qui a généralement bien résisté.
Les personnages, appelés mingqi en chinois, étaient le plus souvent des serviteurs, des soldats (dans des tombes masculines) et des assistants tels que des danseuses et des musiciennes, dont beaucoup représentaient sans aucun doute des courtisanes. Dans les enterrements de personnes de haut rang, il peut également y avoir des soldats et des officiels. Les animaux sont le plus souvent des chevaux, mais il y a un nombre surprenant de chameaux de Bactriane montés de leurs conducteurs d'Asie centrale, distingués par des barbes et des cheveux épais et par les traits du visage. Les représentations sont réalistes à un degré sans précédent dans l'art chinois et les figurines donnent aux archéologues de nombreuses informations utiles sur la vie sous les Tang. Il y a aussi des statuettes du monstre imaginaire des "esprits de la terre" ou du redoutable Lokapala humain (ou tian wang), tous deux généralement en associés paires et agissant comme des gardiens de tombes pour repousser les attaques des esprits et des humains. On trouve également des ensembles des douze bêtes imaginaires du zodiaque chinois, généralement non émaillées.
Les figures représentent un développement des traditions antérieures des statuettes funéraires chinoises, et sous les Tang les figurines glaçurées élaborées sont limitées au nord de la Chine, très largement aux zones autour des capitales. Ils "disparaissent virtuellement" à partir de 755 avec la révolte très perturbatrice d'An Lushan qui a probablement affecté les fours du Henan et du Hebei qui fabriquent les pièces ainsi que leur clientèle d'élite. Cette tradition, bien que beaucoup diminuée, s'est poursuivie dans les dynasties postérieures jusqu'aux Ming. L'utilisation de la glaçure sancai sur les figures était limitée aux classes supérieures et la production était contrôlée par la bureaucratie impériale mais une seule sépulture d'un membre de la famille impériale pouvait contenir plusieurs centaines de figures.

## Contexte et signification
Mille ans avant les figures Tang, la tombe du marquis Yi de Zeng (mort vers 433 av. J.-C.) contenait les corps de 22 musiciens, ainsi que les instruments qu'ils jouaient. Des traces de personnages en bois portant des textiles sont connues à des dates similaires, et la célèbre armée en terre cuite du premier empereur est plus tardive mais contribue du même développement ; ses funérailles ont également impliqué le meurtre et l'enterrement de nombreux domestiques et animaux, y compris de toutes ses concubines sans enfant. Les tombeaux de la dynastie des Han que nous connaissons contenaient des statuettes de chevaux en bronze ou en céramique et souvent des groupes de soldats, bien en dessous de la taille réelle, dans les tombes des dirigeants. Plus bas dans l'échelle sociale, les maquettes en céramique de maisons et d'animaux étaient très courants et se sont poursuivis jusque sous les Tang. À l'époque de la dynastie Sui, éphémère mais marquante (581–618), les types des statuettes funéraires Tang étaient essentiellement établis, bien que la polychromie des couleurs du sancai n'apparaisse pas avant les Tang.

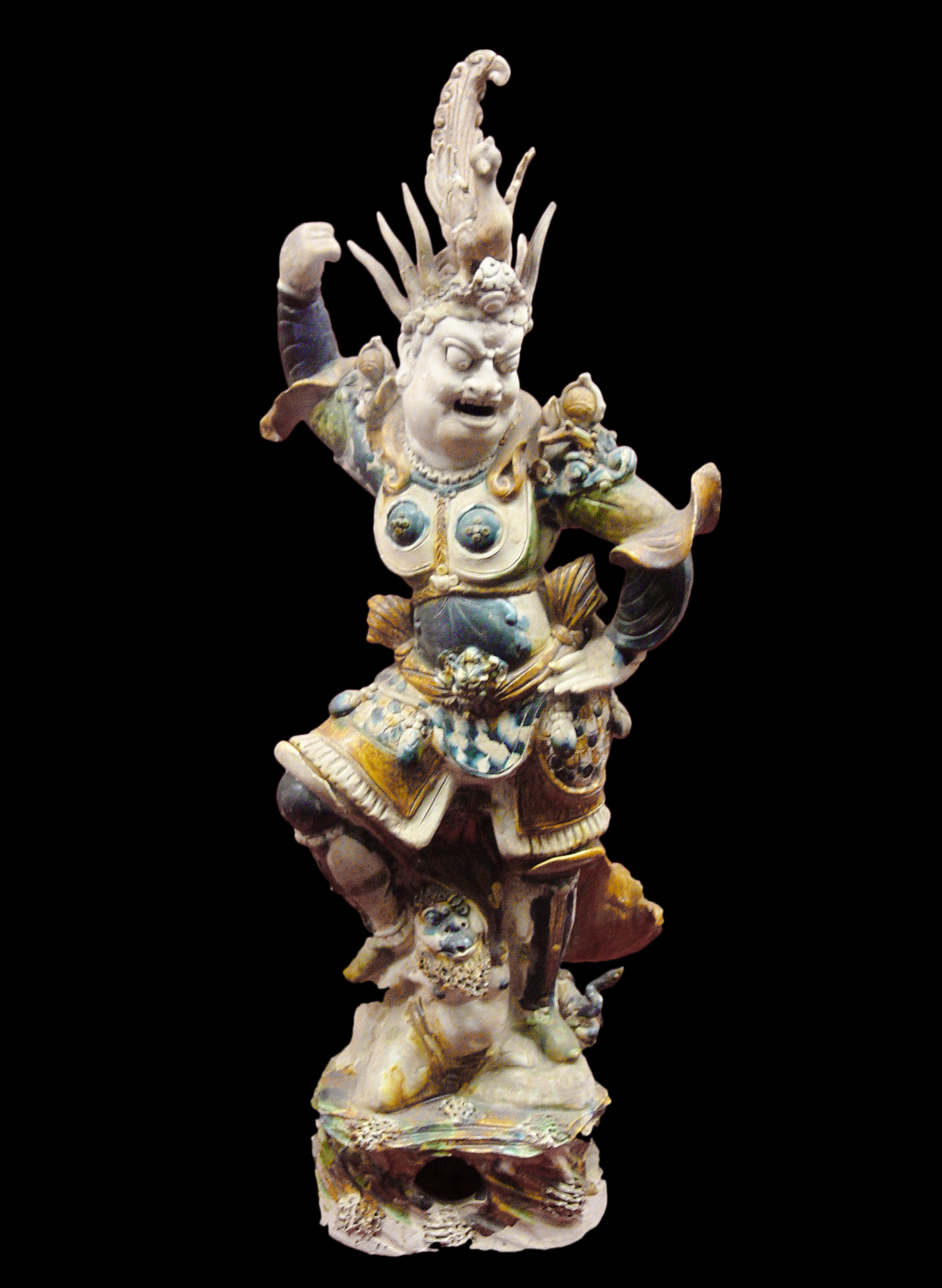
Statuette de gardien Lokapala

La taille et le nombre des personnages dans une tombe dépendaient du rang du défunt, tout comme le nombre qui était glaçuré. Les serviteurs et les animaux de ferme étaient souvent glaçurés, peints ou engobés blanc ou brun dans le cas des animaux. Les personnages défilaient sur des charrettes dans le cadre du cortège funèbre. Ils étaient ensuite alignés devant la tombe avant que le cercueil ne soit placé à l'intérieur. Une fois celui-ci en place, les figurines étaient emmenées à l'intérieur de la tombe et disposés dans la tombe, souvent le long de la voie d'accès en pente vers la chambre funéraire souterraine, ou dans une antichambre. Dans les grandes tombes, il y avait des niches construites dans les murs de la tombe pour qu'elles puissent les occuper.
Jusqu'à ces dernières années, la plupart des pièces provenaient de fouilles qui n'avaient pas été effectuées par des archéologues et la connaissance du contexte des pièces faisait défaut. L'importante tombe de la princesse Tang Li Xianhui (ou Yongtai) datant de 705 a été découverte en 1960 dans le complexe du mausolée impérial de Qianling et fouillée professionnellement à partir de 1964, la première d'une série de fouilles de tombes majeures, bien que d'autres aient été délibérément laissées intactes. Le tombeau avait été pillé dans le passé, probablement peu de temps après l'enterrement, et les objets en matériaux précieux avaient été volés, mais les voleurs n'avaient pas pris la peine d'emporter les 777 statuettes non glaçurés et peints et la soixantaine de statuettes glaçurées (aujourd'hui principalement conservées au Musée d'histoire du Shaanxi). Celles-ci étaient pour la plupart en «rangs solides» dans des niches en gradins hors du long couloir d'accès en pente.
Les grandes tombes ont été conçues comme "un paradis personnalisé reflétant les meilleurs aspects du monde terrestre". L'accès se faisait par une allée des esprits avec des statues de pierre et le complexe funéraire était administré par des prêtres dans les temples et les autels autour du monticule. Sous terre, les tombes comportaient également de nombreuses fresques avec des représentations peintes des mêmes types de figures que la céramique, et les images dans les deux médias fonctionnaient ensemble pour recréer une géographie du palais évoquant la résidence et le mode de vie du défunt avant la mort. La rampe d'entrée recréait l'approche d'un grand palais, les sections avec des fresques et des niches à statuettes reflétant les différentes enceintes et cours des complexes tentaculaires du palais royal Tang. Ainsi les niches avec chevaux et palefreniers étaient plus proches de l'entrée que celles avec musiciens et dames de cour; les niches étaient généralement flanquées de fresques de préposés chargés de la zone en question. Malgré les concepts chinois de l'enfer et du paradis, une partie de l'esprit du défunt était censée continuer à habiter et à parcourir le tombeau, et on voulait y fournir des installations appropriées de toutes sortes pour rendre ce séjour agréable. En effet, au sein de complexes funéraires comme le complexe du mausolée de Qianling, des visites des esprits des défunts aux tombes voisines de la famille impériale, accompagnées d'énormes processions, étaient envisagées, et des chevaux de céramique sellés attendaient l'entourage, pour des visites ou pour la chasse.

## Technique

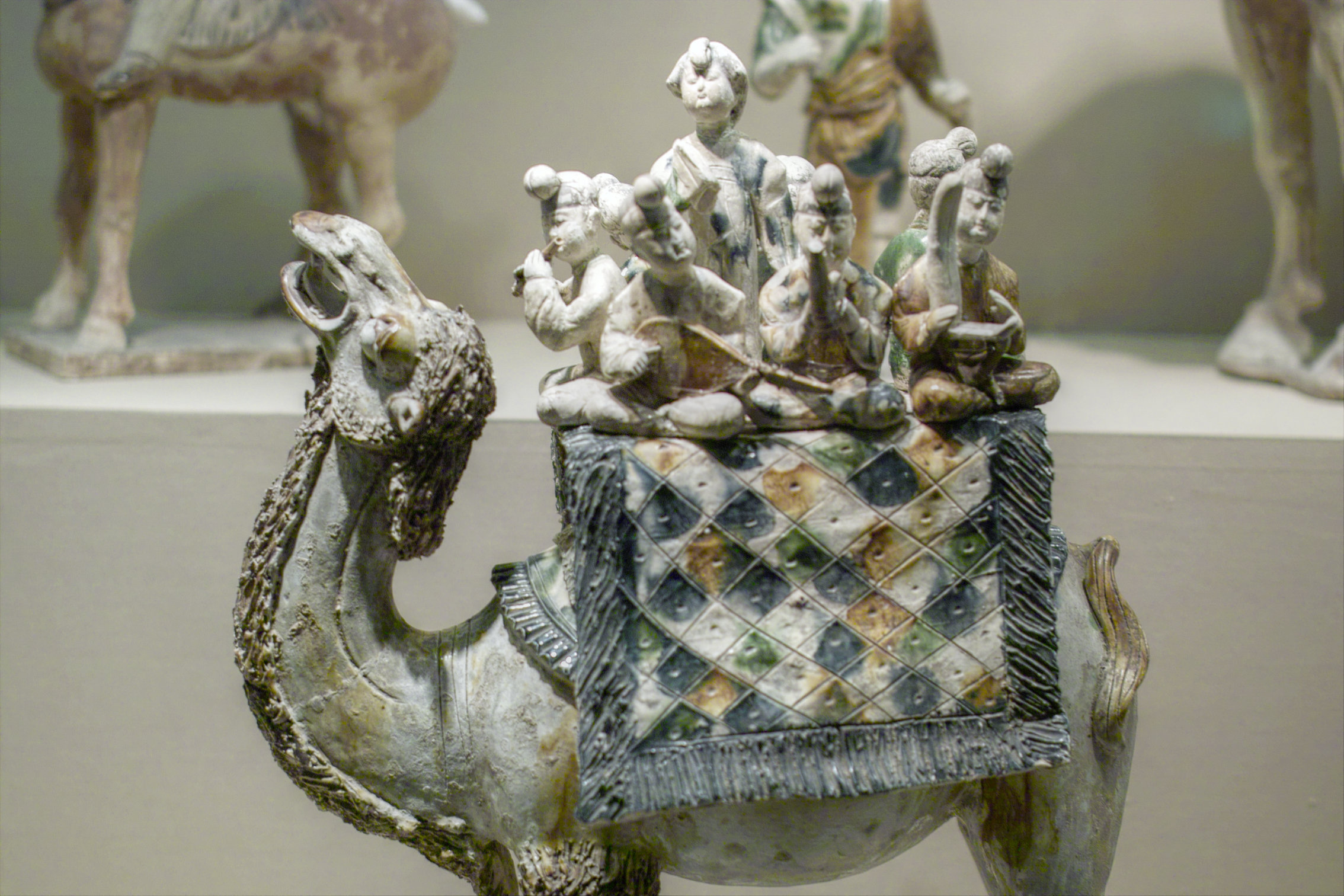
Un groupe de musiciens montés sur un chameau

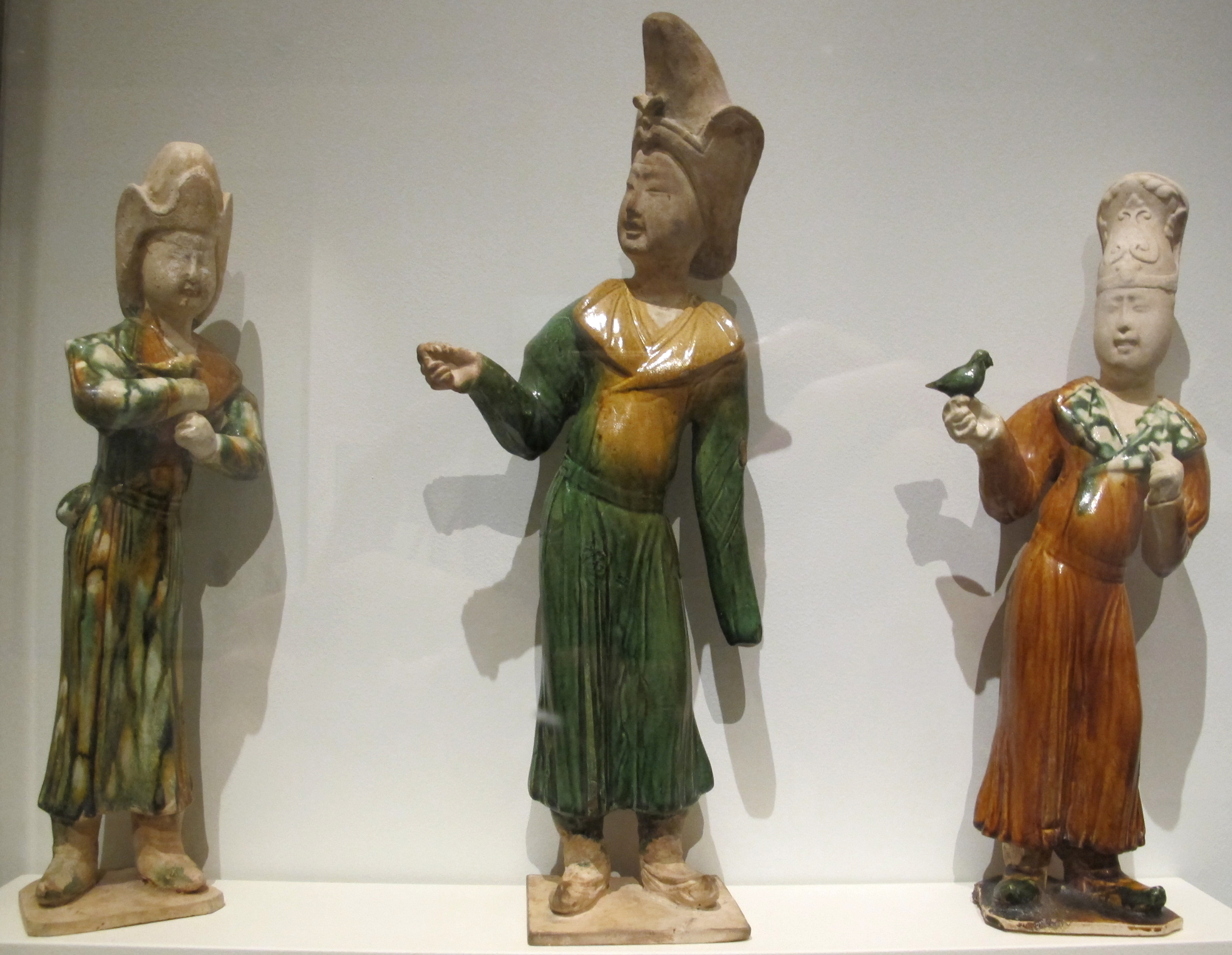
Trois fauconniers sancai

La taille des figures varie considérablement, d'environ 10 à 110 centimètres de haut pour une figure humaine debout, et d'environ 55 à 120 cm ou plus pour les plus grands types, les bêtes et les gardiens. Différentes échelles de figures étaient généralement mélangées dans les tombes, selon le statut des personnes ou des animaux représentés. Il semblerait que des figurines glaçurées et non-glaçurées aient pu être fabriquées dans différents fours. Les figurines sont en terre cuite à faible température, car la résistance et la durabilité n'étaient pas requises. Le corps d'argile prend alors une couleur "blanchâtre", à l'exception d'un plus petit groupe de pièces rougeâtres moins fines, normalement recouverts d'un engobe blanc.
Les figures sont moulées, généralement à partir de plusieurs morceaux, comme la tête toujours faite séparément, ou les plus gros animaux faits avec bien plus de morceaux. Les différentes pièces étaient assemblées à la barbotine la cuisson, avec la possibilité de faire varier des figures identiques en joignant les têtes à des angles légèrement différents. L'argile était souvent travaillée à la main, incisé pour les petits détails et textures supplémentaires, et travaillé parfois en surface avec des outils. Dans les premières figures, une ligne d'articulation qui longe le côté du corps est souvent visible. Pour une raison inconnue, les têtes de chevaux sont soit face à face, soit tournées vers la gauche; mais ne tournent presque jamais vers la droite.
Une fois le travail de l'argile terminé, un engobe blanc était appliqué partout, puis une glaçure ajoutée à la figure avant la cuisson. Les petites figurines pouvaient avoir une glaçure claire ou légèrement jaune, et pour les plus grandes, la glaçure était souvent absente du visage et des mains, peintes après la cuisson. Les figures Sui et du début des Tang, avant l'utilisation du sancai, ont normalement un glacis transparent. L'application des glaçures colorées peut être très variable ; dans de nombreuses pièces, les couleurs sont soigneusement appliquées à différentes parties des figures, mais pour d'autres ces couleurs "étaient éclaboussées sans égard à la forme ou au contour". Un bleu cobalt a été ajouté à la palette de sancai au cours de la période, et au moins un cheval est partiellement coloré en bleu. Certaines figures avaient des éléments en bois, tels que des armes, des bâtons de polo ou des licols en corde pour chevaux et chameaux, qui n'ont pas subsisté.

## Style

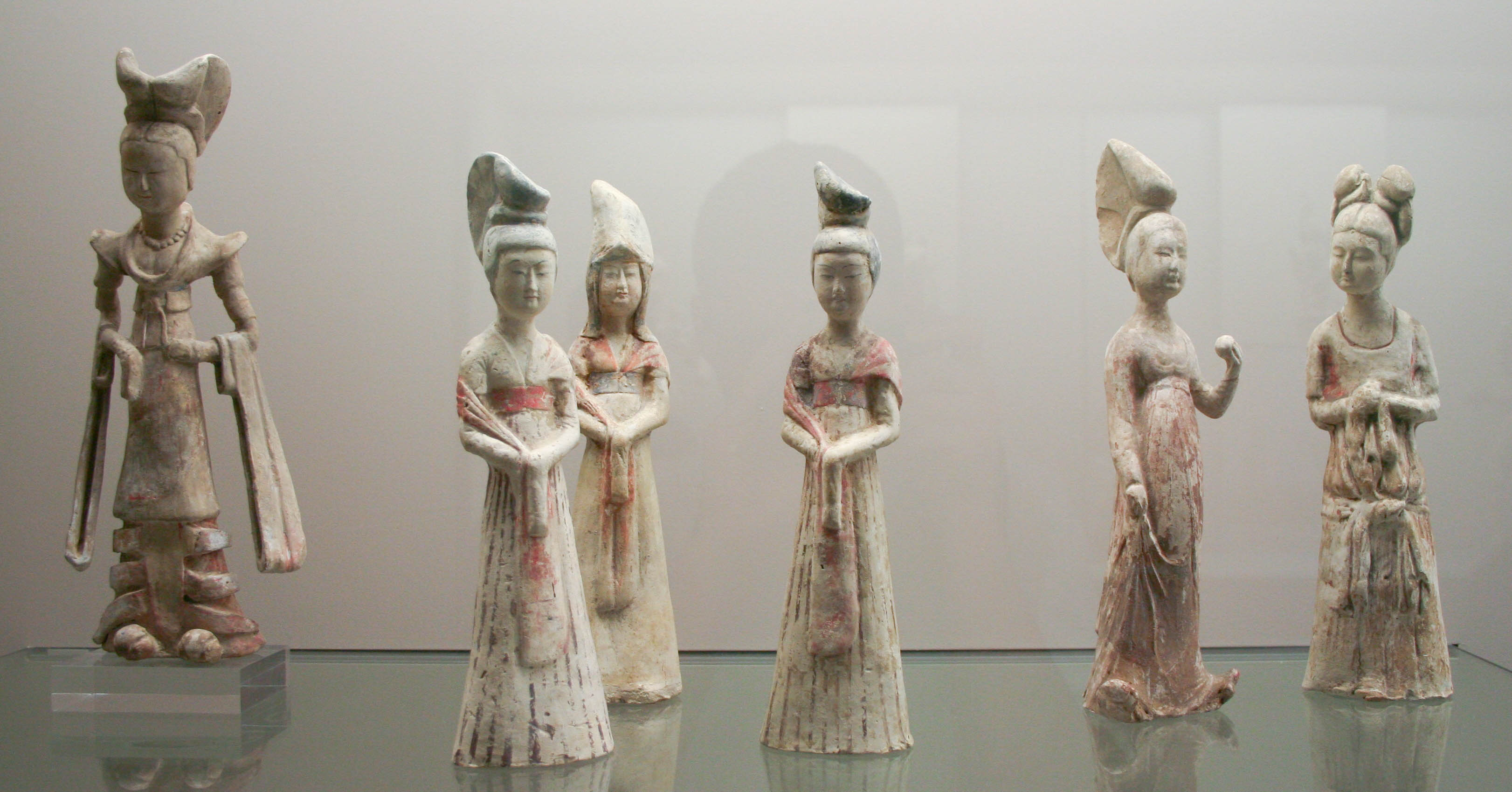
Groupe de dames de compagnies habillées à la mode

L'apogée des statuettes n'a duré que 50 ans environ, jusqu'à la Révolte d'An Lushan en 755. C'était une période d'innovation, d'un réalisme sans précédent et marqué par un intérêt à montrer les types psychologiques dans différents médias pour l'art chinois. Les statuettes partagent avec la sculpture monumentale bouddhiste des conventions de l'époque, venues de l'ouest, qui montrent "des détails appropriés dans la notation des muscles, mais qui s'écarte pourtant de la réalité en de nombreux points". Les statuettes de chevaux reflètent le même idéal que celui observé dans les peintures contemporaines, et on ne sait pas vraiment dans lequel de ces deux médiums ce type est apparu en premier.
À l'exception des figurines d'animaux du zodiaque, qui ont été également le seul type à gagner en popularité après les Tang, les figurines sont "plus étroitement liés aux attitudes métropolitaines et bouddhistes qu'aux aspects magiques des croyances rurales et à un modèle de comportement régi par les superstitions ou les croyances chamaniques des communautés agricoles locales ", ce qui explique en partie leur échec à se redévelopper après les années 750 ainsi qu'une préférence pour de nouveaux types d'objets funéraires.

## Types de figures
Le groupe de treize statues funéraires de la tombe de Liu Tingxun, un général décédé en 728, représente un beau groupe des principales figures habituelles, toutes en sancai. Il y a quatre gardiens de tombes et des paires de fonctionnaires (tous à la même échelle), des chevaux et des chameaux, et trois palefreniers, ce groupe-ci à une échelle considérablement plus petite.

### Femmes
Les premières figures, du VIIe siècle, sont "plutôt simples et moins bien exécutées que les dernières". Les femmes sont grandes et minces, alors qu'au milieu du VIIIe siècle, une silhouette rebondie était devenue la norme, avec des visages "gras, assez boudeur et ahuri". On a suggéré que ce changement de goût a été provoqué par la célèbre concubine impériale Yang Guifei, qui avait une figurine complete, bien que la pratique semble commencer vers 725, quand elle était enfant.
On connait des groupes de danseuses ou de petits orchestres de musiciennes assises, et certaines statuettes assises semblant soigner leur apparence. Plus rarement, il y a aussi des cavalières et des joueuses de polo, vêtues de vêtements masculins, ce qui était habituel pour les femmes Tang à cheval, mais apparemment une mode dans la capitale à d'autres occasions. La période a été marquée par une liberté inhabituelle pour les femmes aisées en Chine, et les statuettes en témoignent.

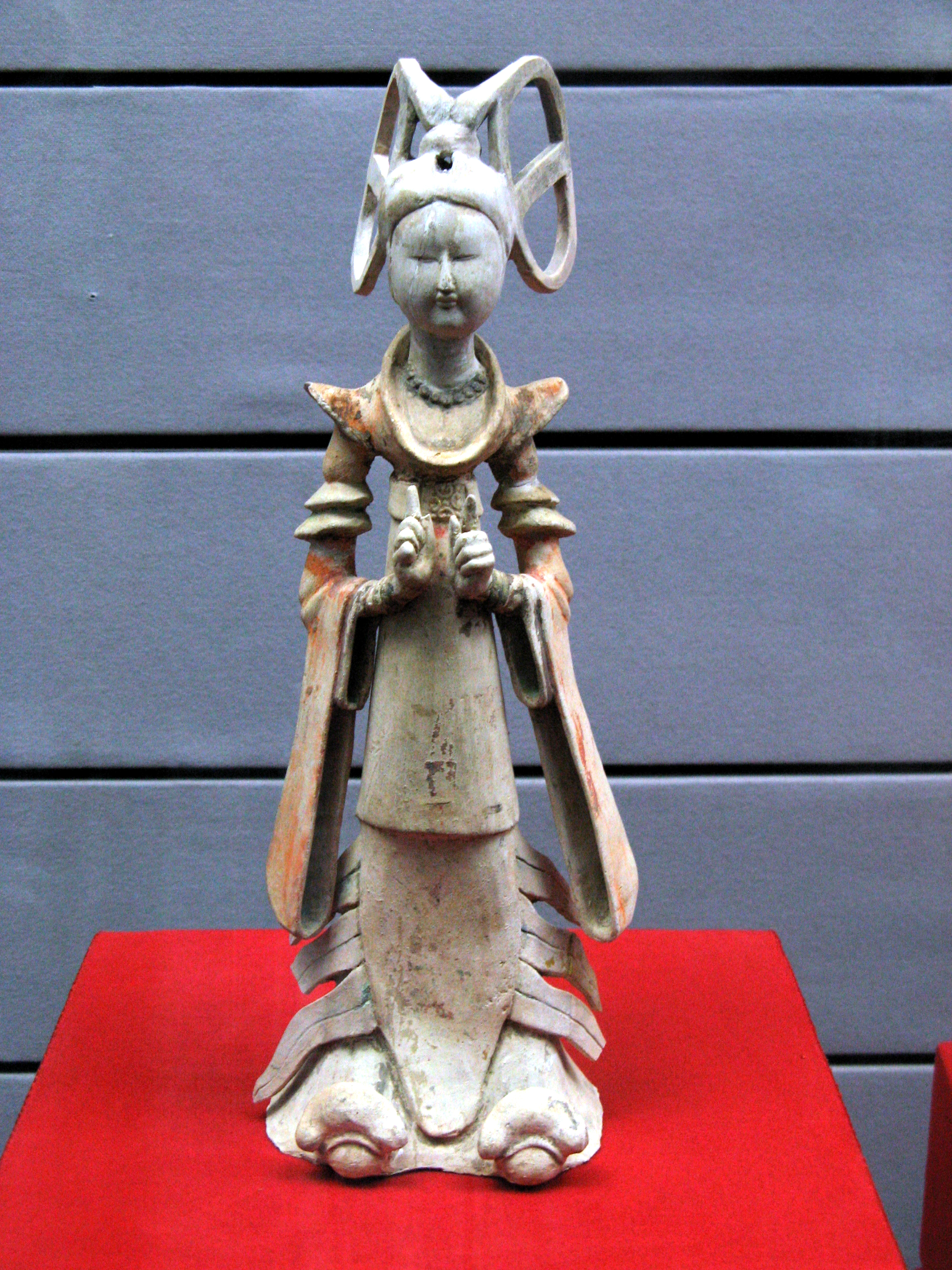
Dame de compagnie du premier type, mince
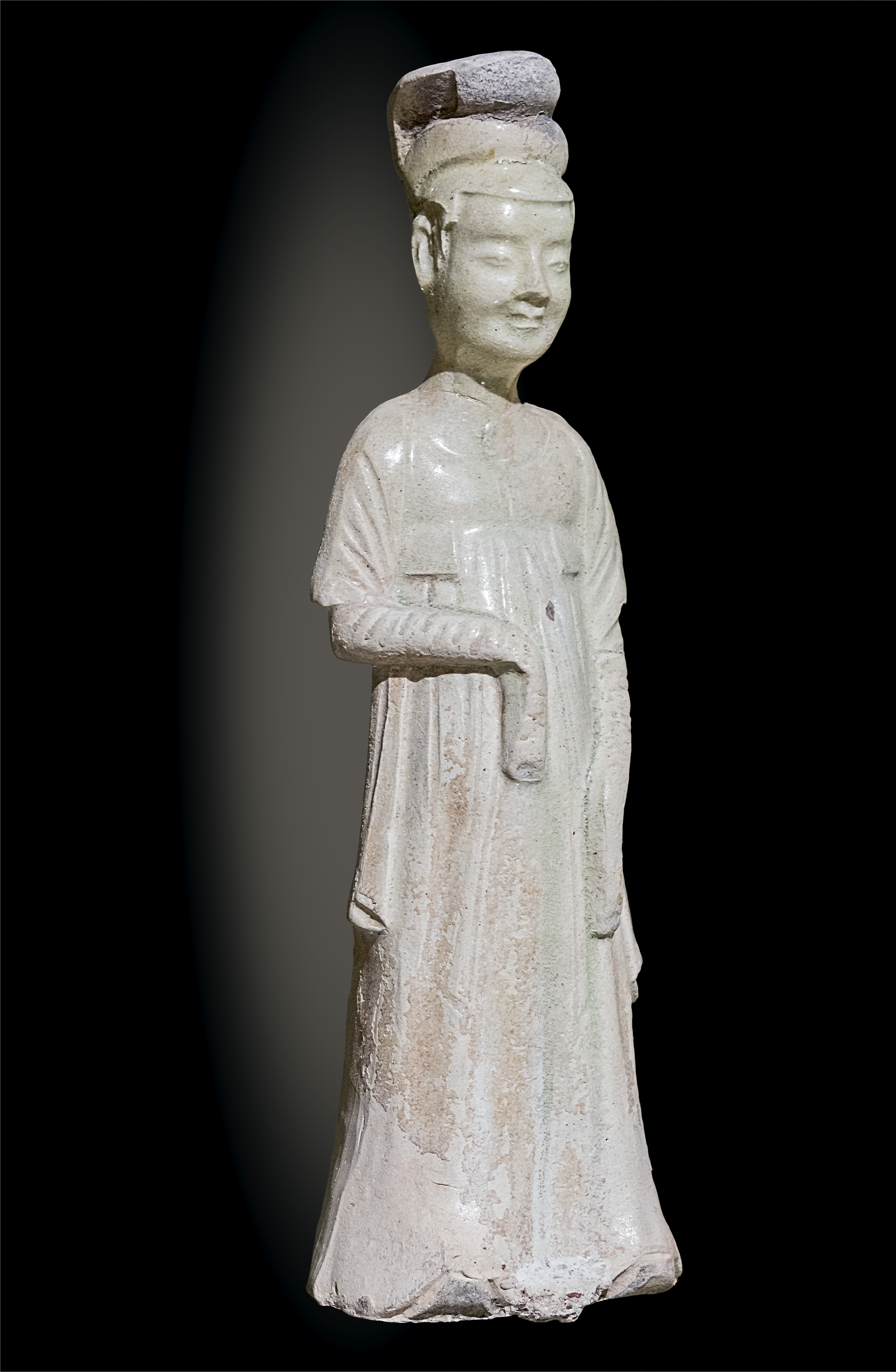
Danseuse à glaçure blanche
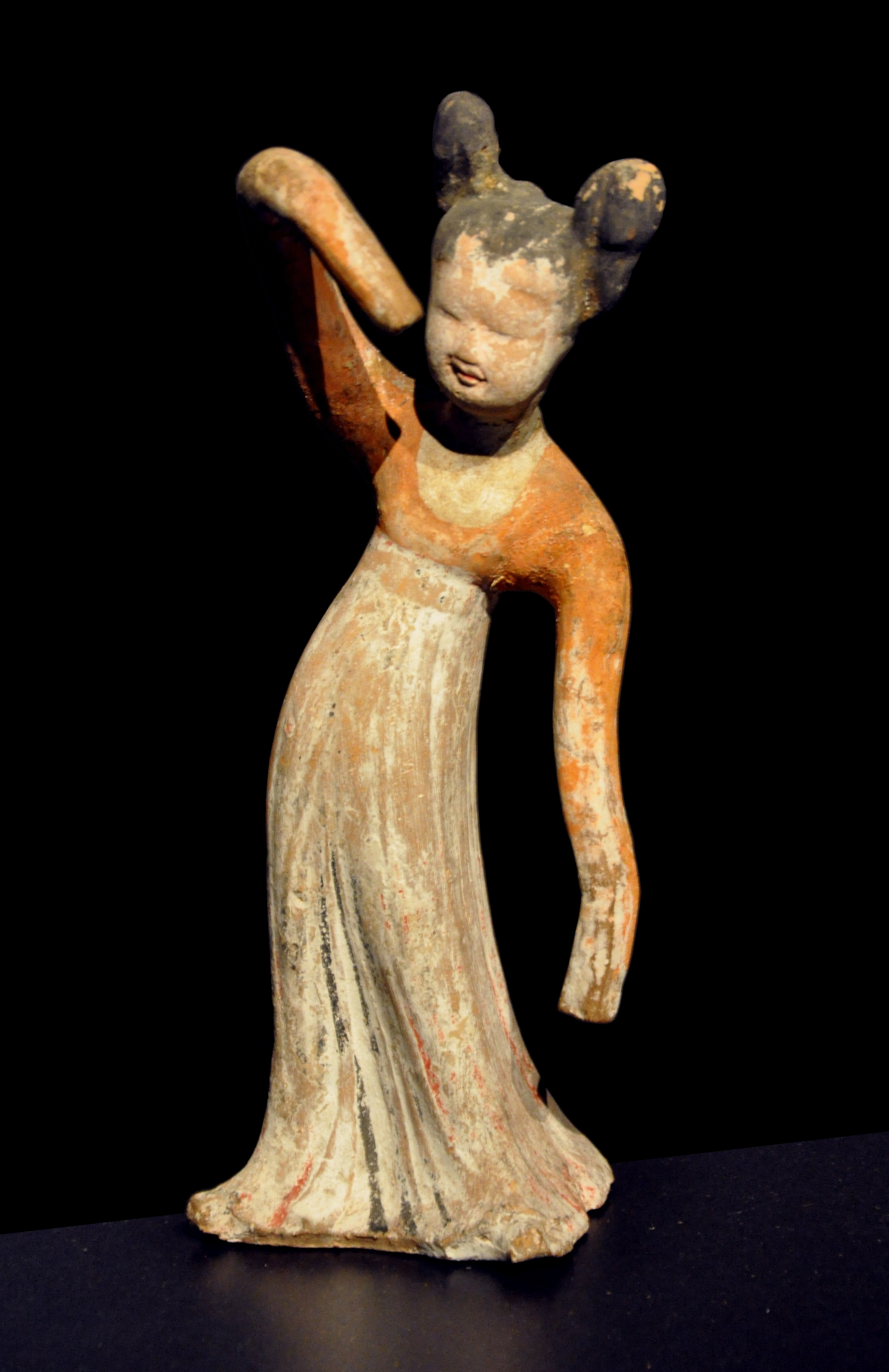
Danseuse, la peinture non cuite survit exceptionnellement bien
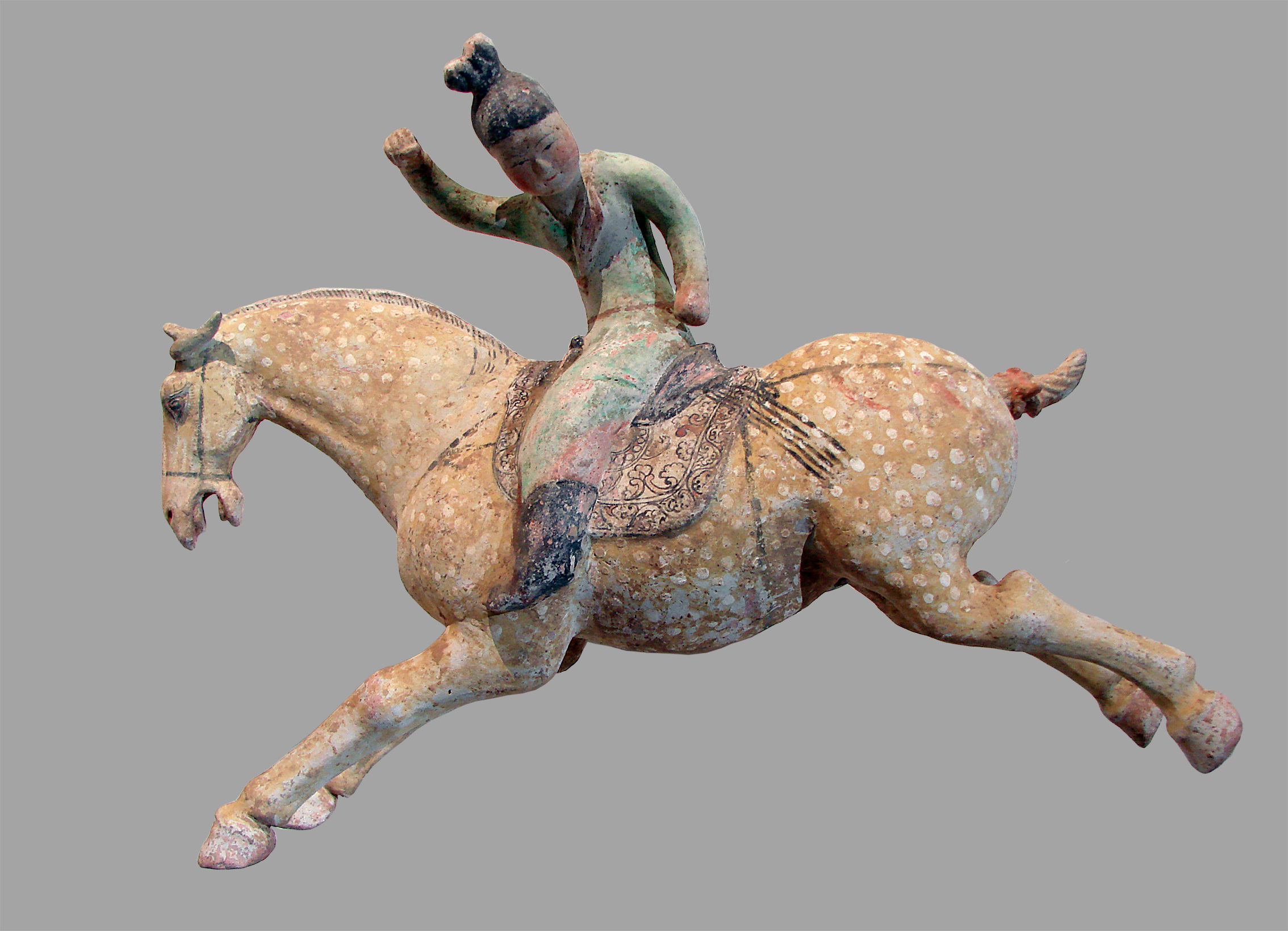
Joueuse de polo
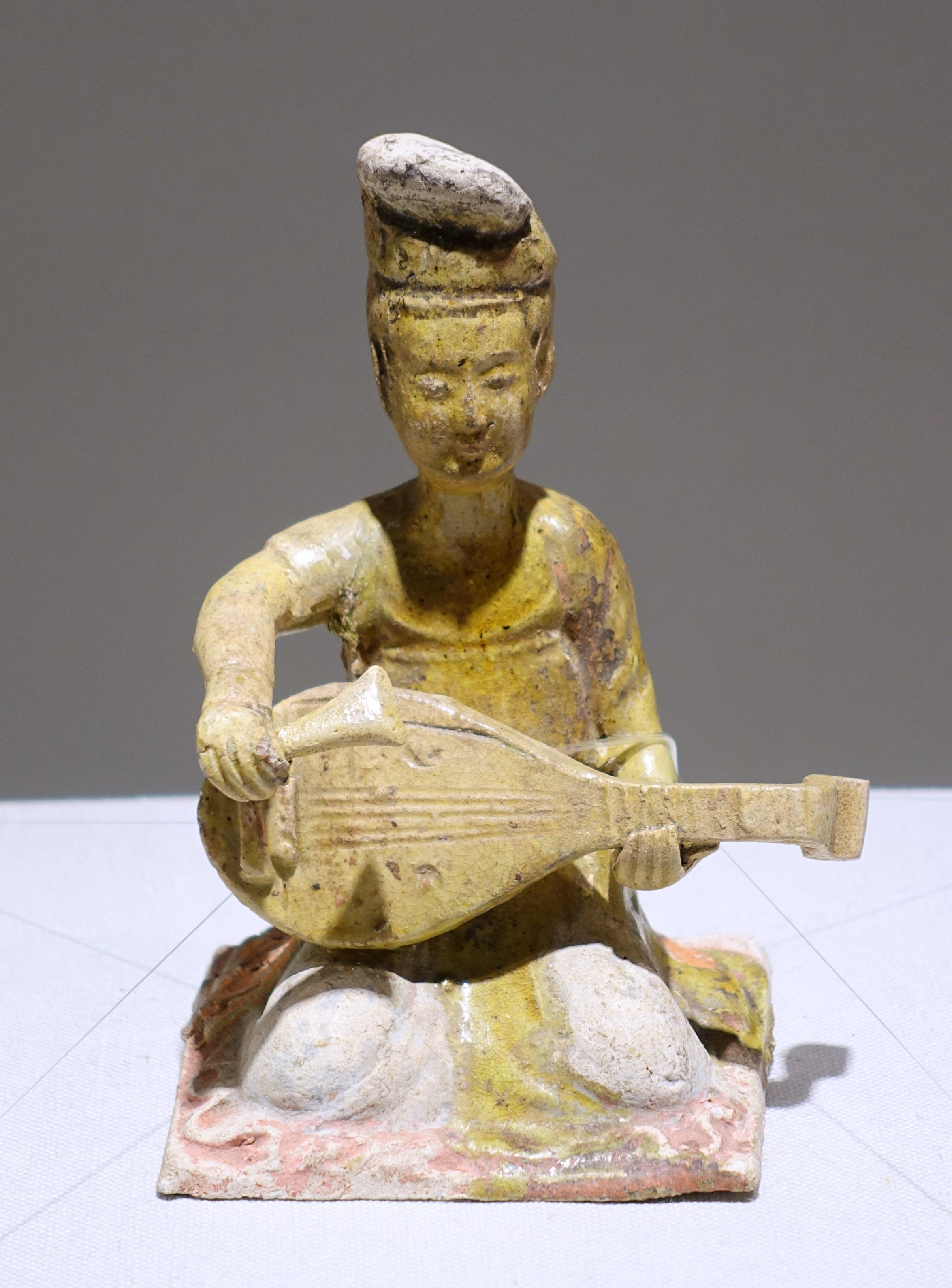
Figurine d'un groupe de musiciennes assises
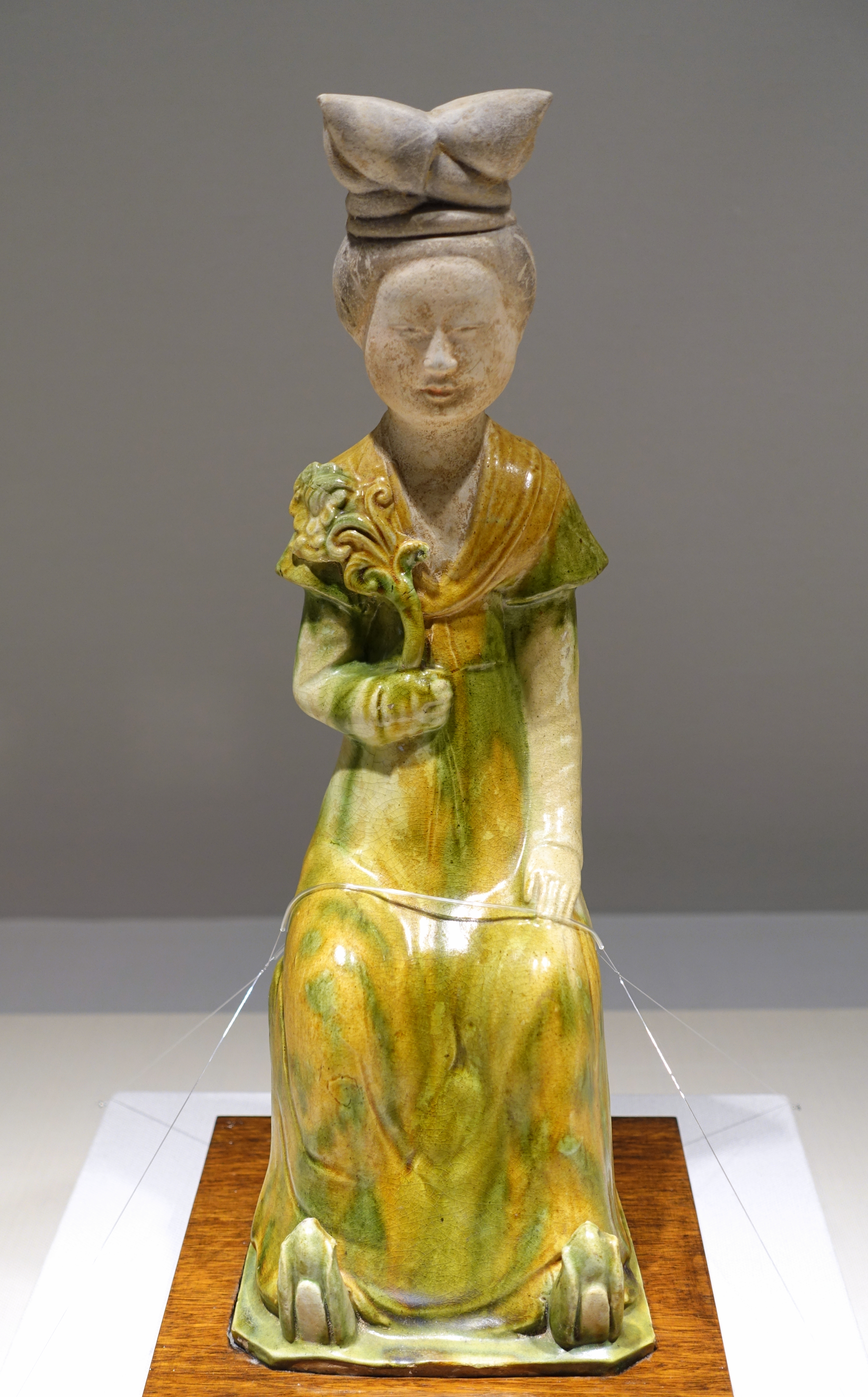
Dame de cour, VIIIe siècle
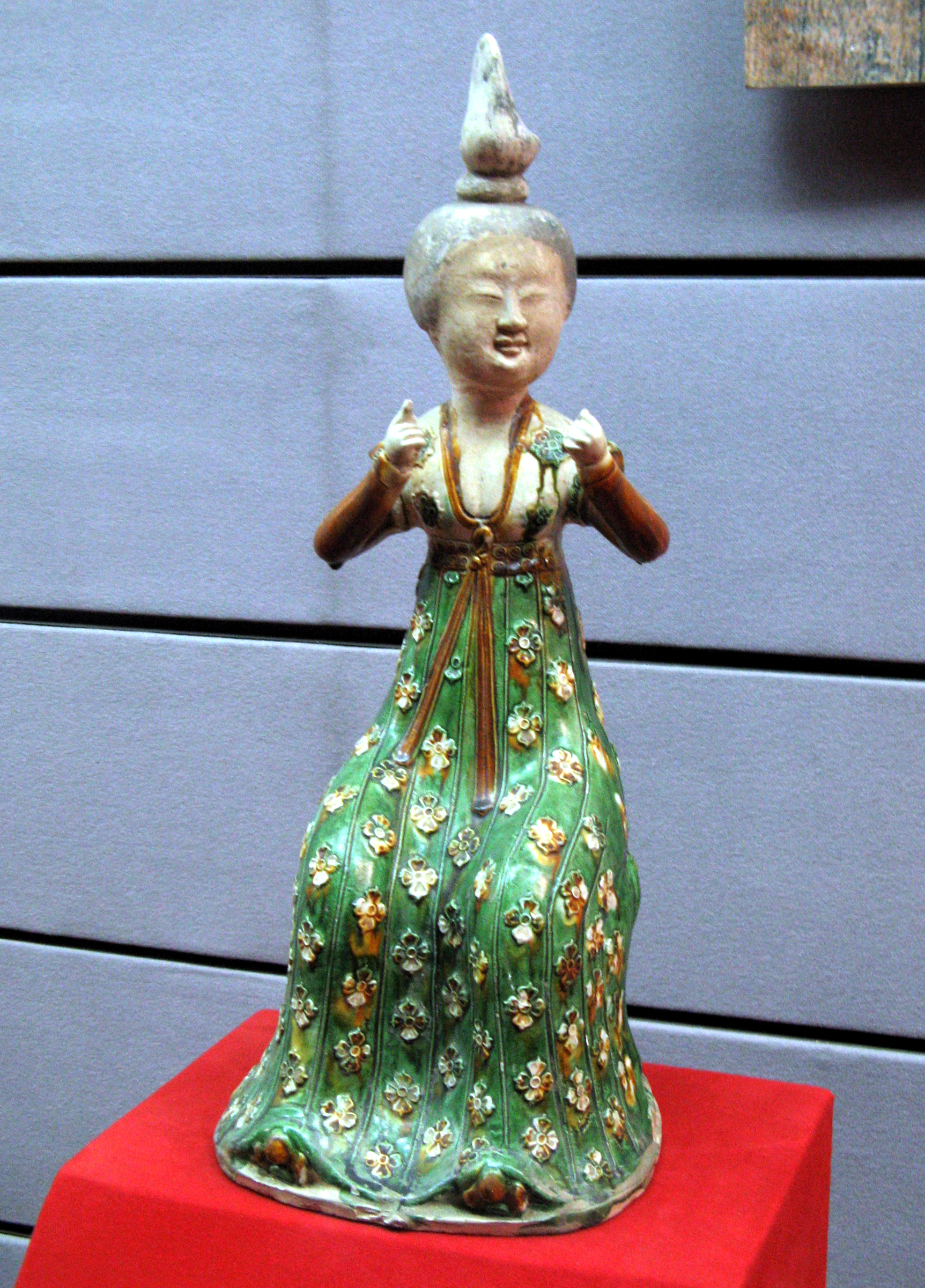
Dame de cour à la robe élaborée décorée de petits éléments moulés

### Hommes
La société Tang, du moins à Chang'an, la capitale était très cosmopolite et tirait une grande partie de sa prospérité de la Route de la soie. Les étrangers venus de l'ouest semblent avoir été courants comme domestiques, en particulier comme palefreniers pour chevaux et conducteurs de chameaux qui étaient le principal moyen de transport sur la route de la soie terrestre. L'art Tang aimait représenter des personnages étrangers, généralement des hommes, avec des caractéristiques standard pour leurs visages et leurs vêtements. Les types persans et sogdiens peuvent être distingués, à la fois avec de grandes barbes touffues et des expressions souvent féroces et vigoureuses Ces figures contiennent parfois des éléments clairs de caricature.
Les figures masculines reçoivent souvent des poses plus variées et actives, et sont travaillés plus en détail que celles des femmes, mais sont plus difficiles à dater car les changements de costume féminin ne correspondaient pas à la mode masculine Outre de nombreux types de serviteurs, sont représentés des officiers militaires en armure, des fonctionnaires et parfois des ambassadeurs étrangers. La fonction des fonctionnaires est de défendre le cas du défunt au féroce juge de l'au-delà.

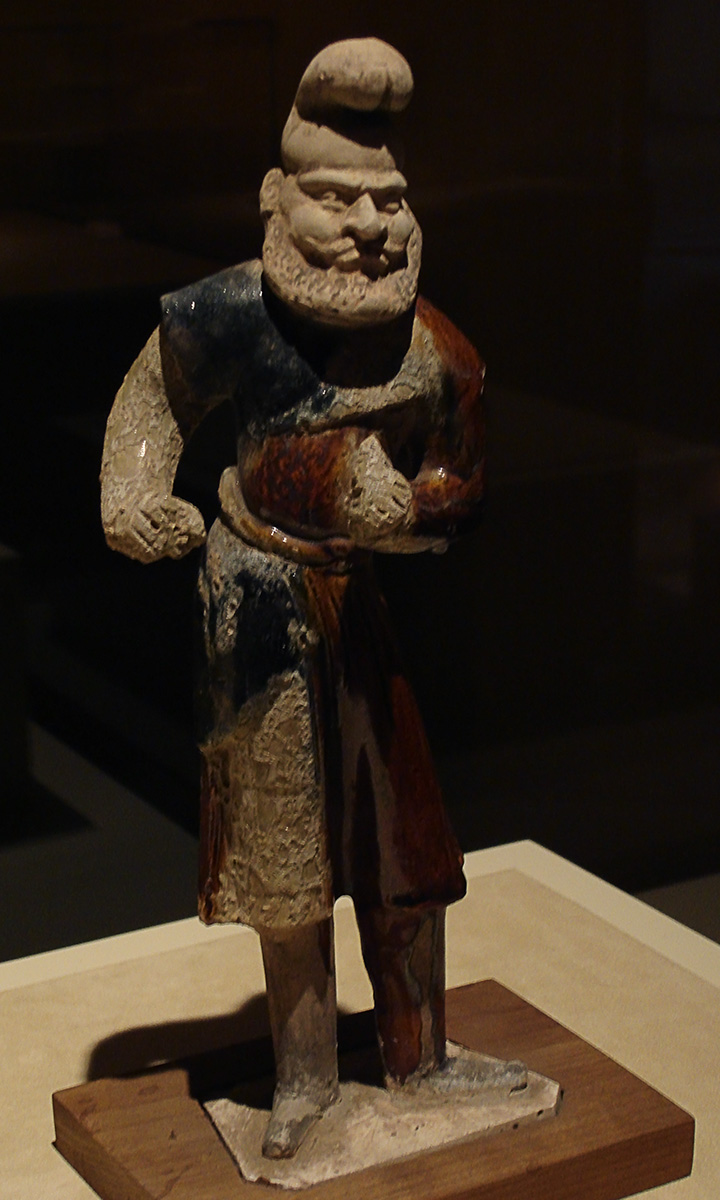
Figurine sancai d'un étranger avec un bonnet persan
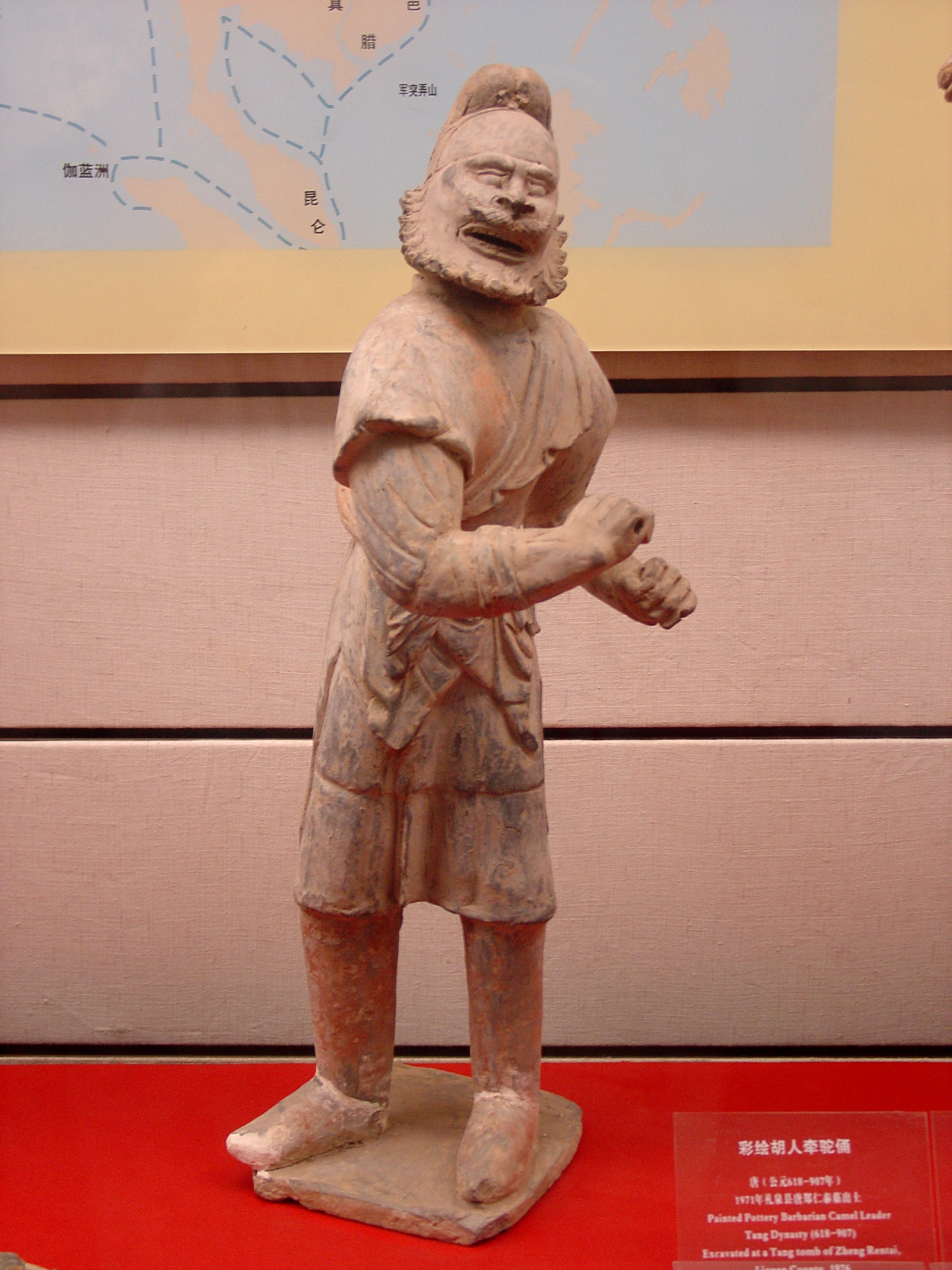
"Conducteur de chameau barbare"
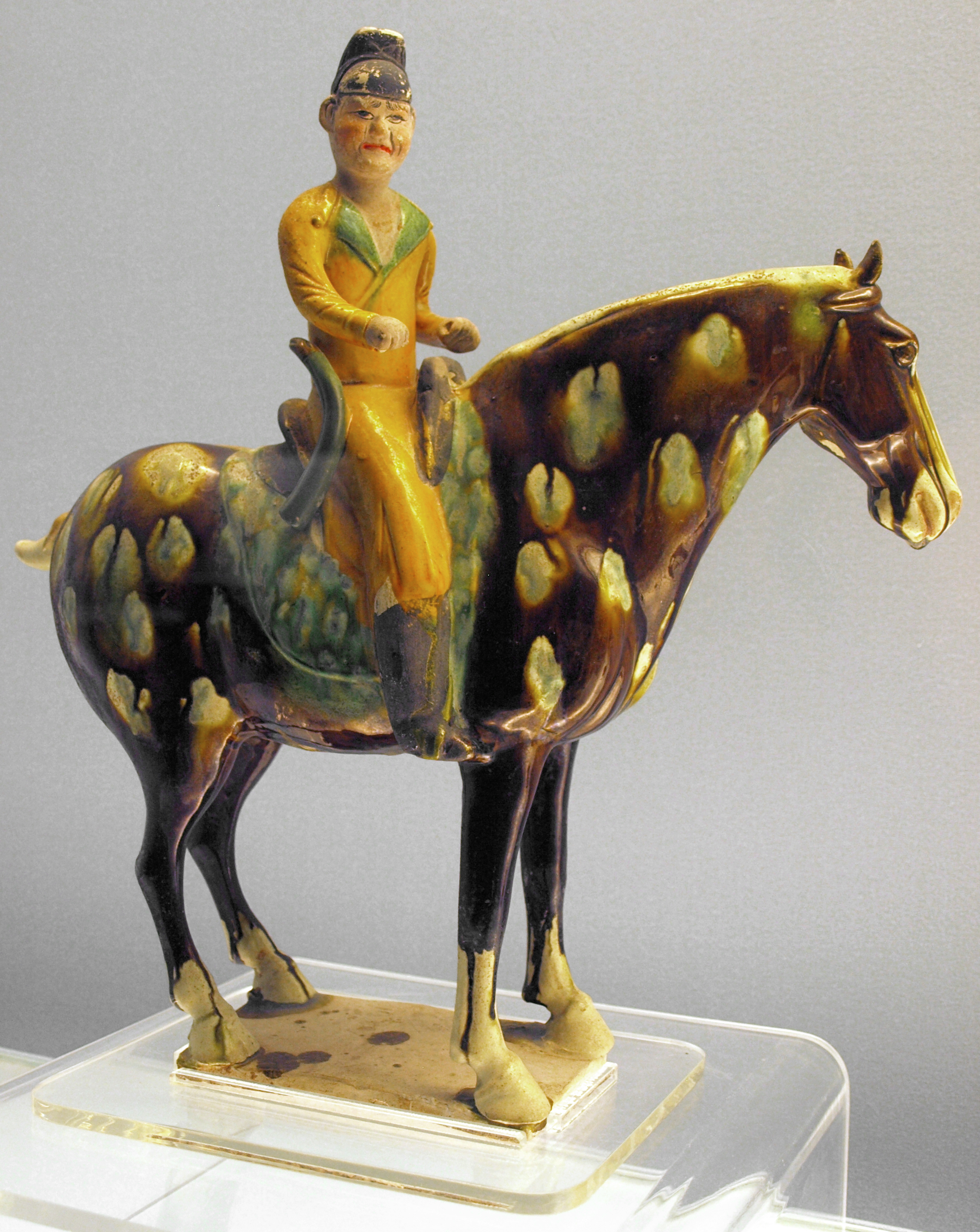
Cheval avec cavalier
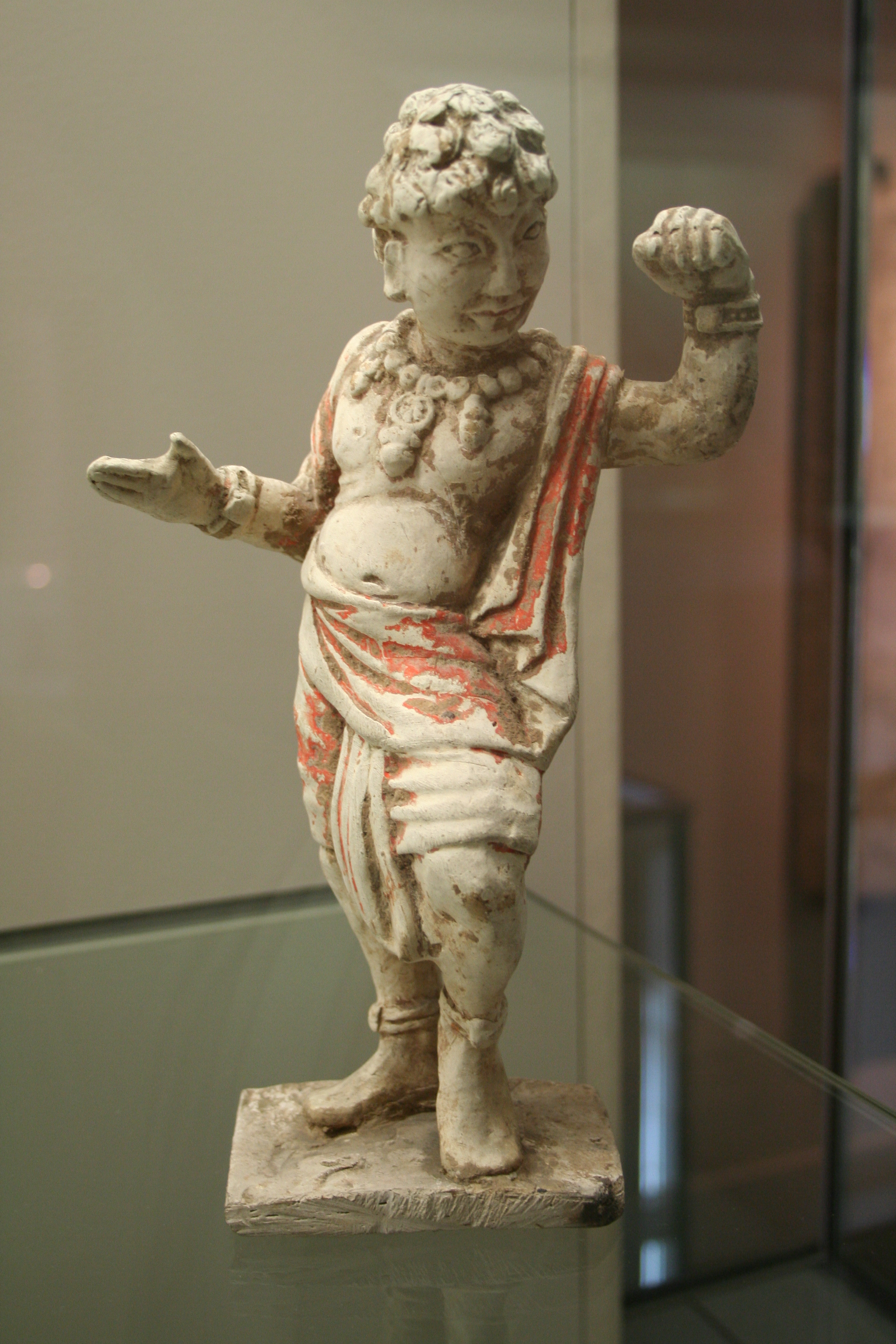
Danseur étranger
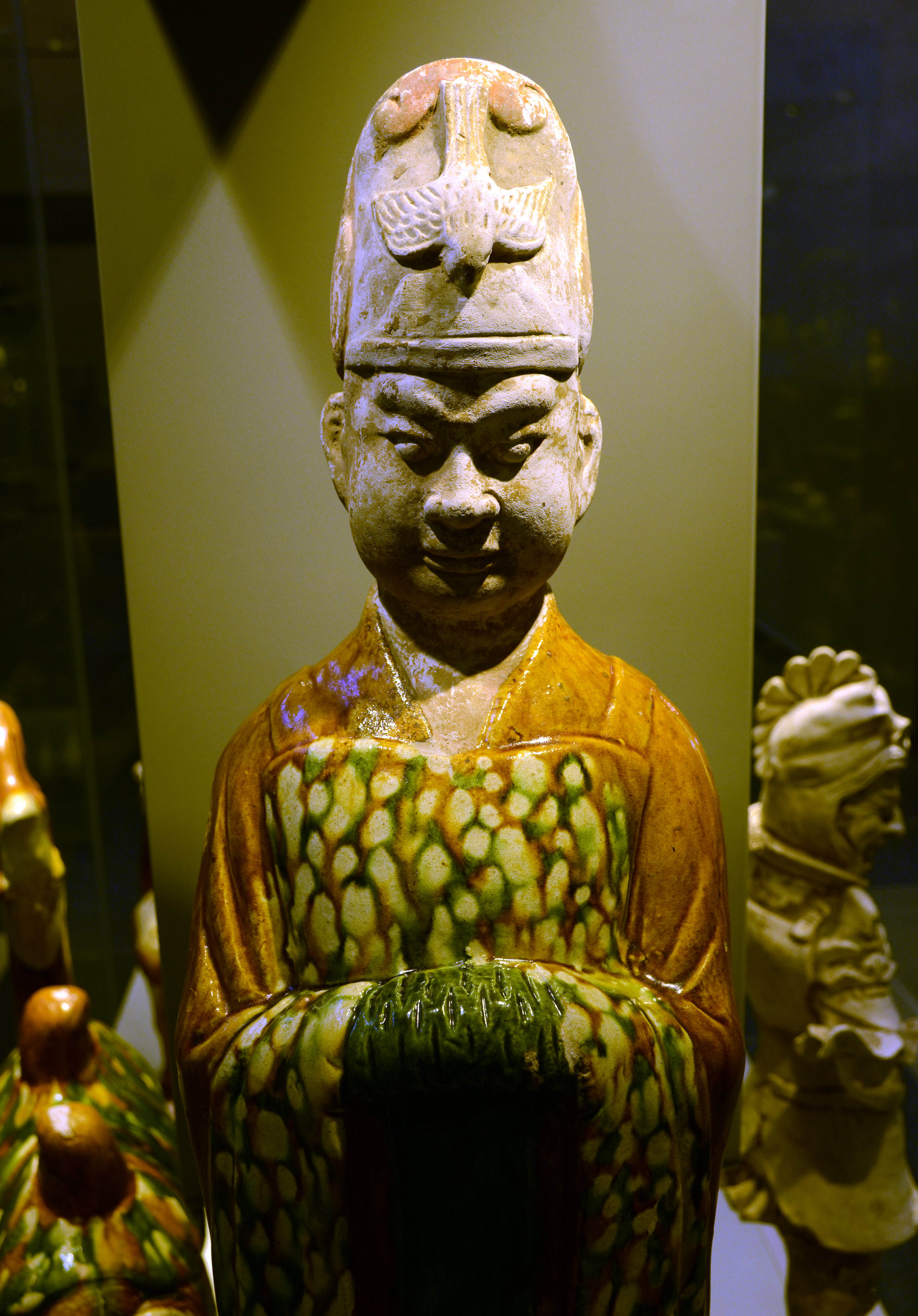
Officiel
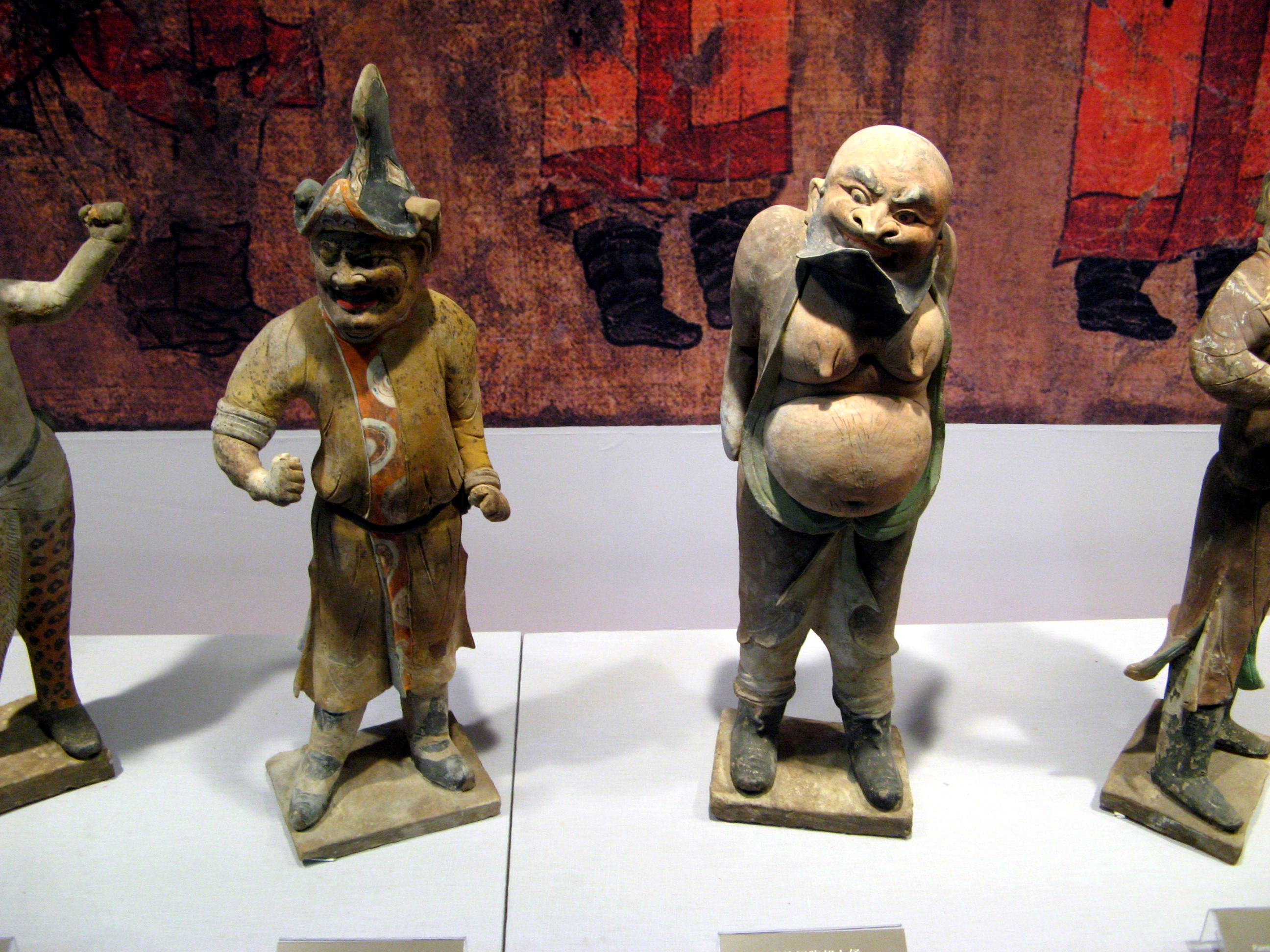
Etrangers
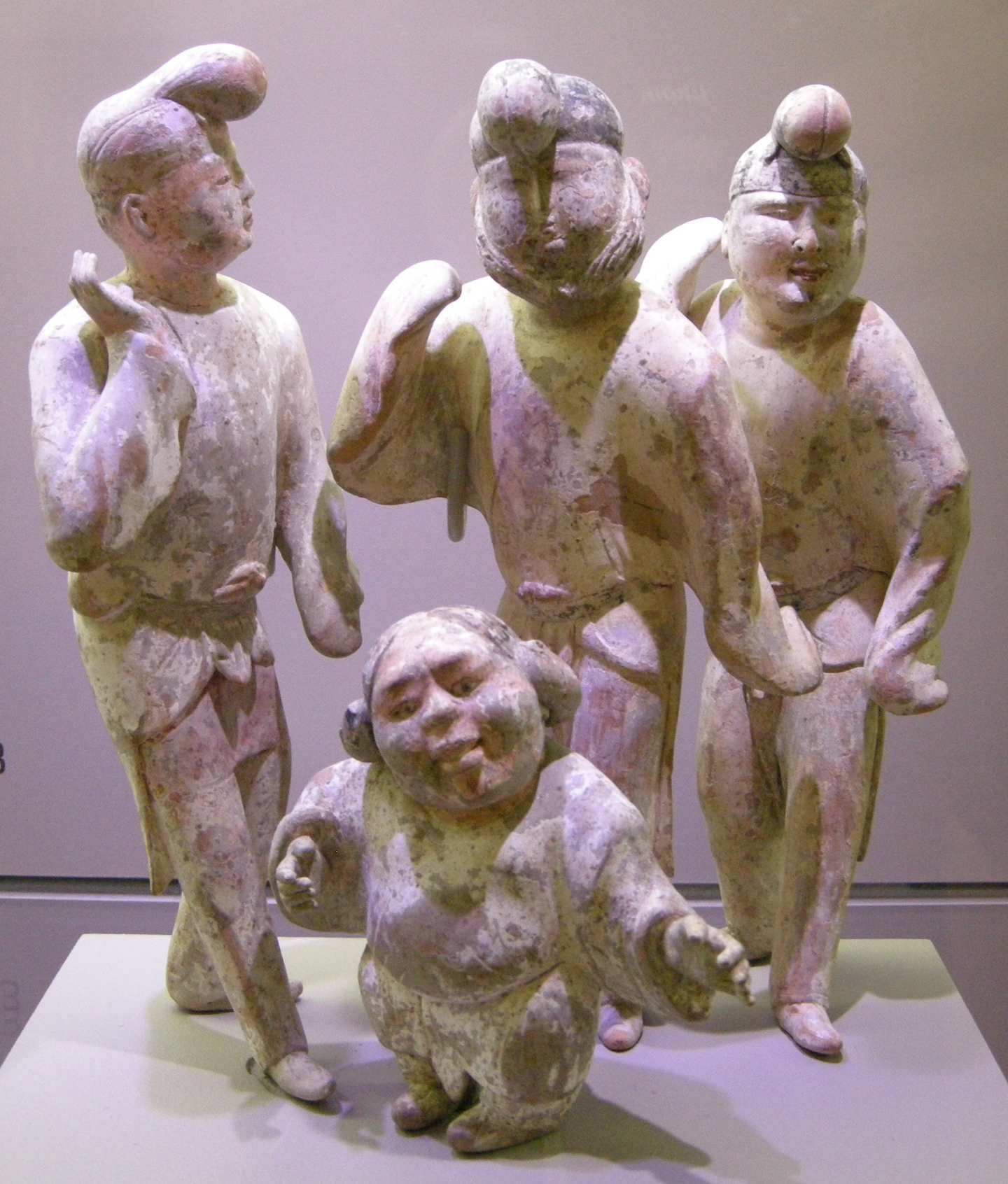
Groupe d'acteurs
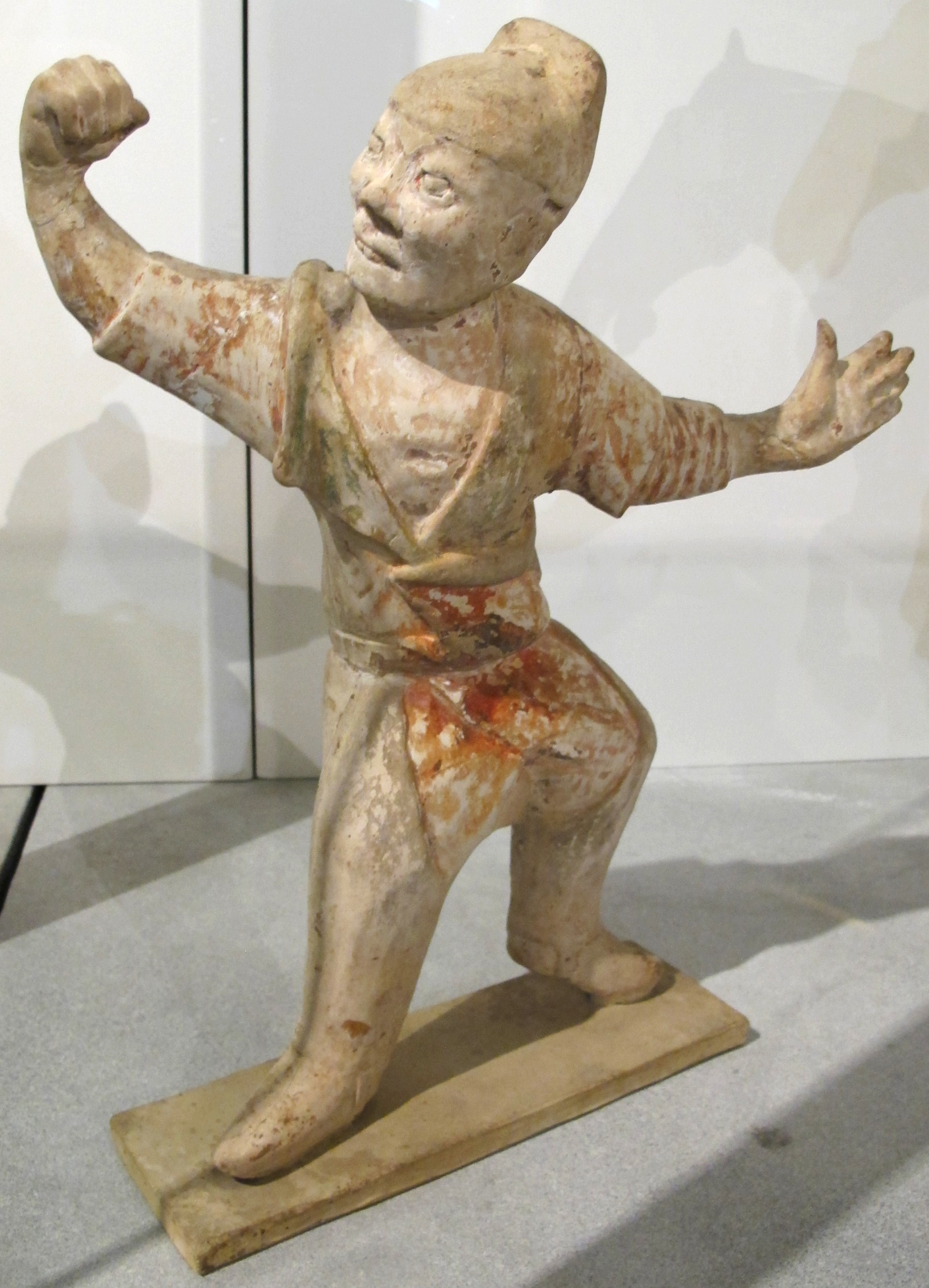
Palefrenier contrôlant le cheval, avec une corde perdue[50].

### Animaux

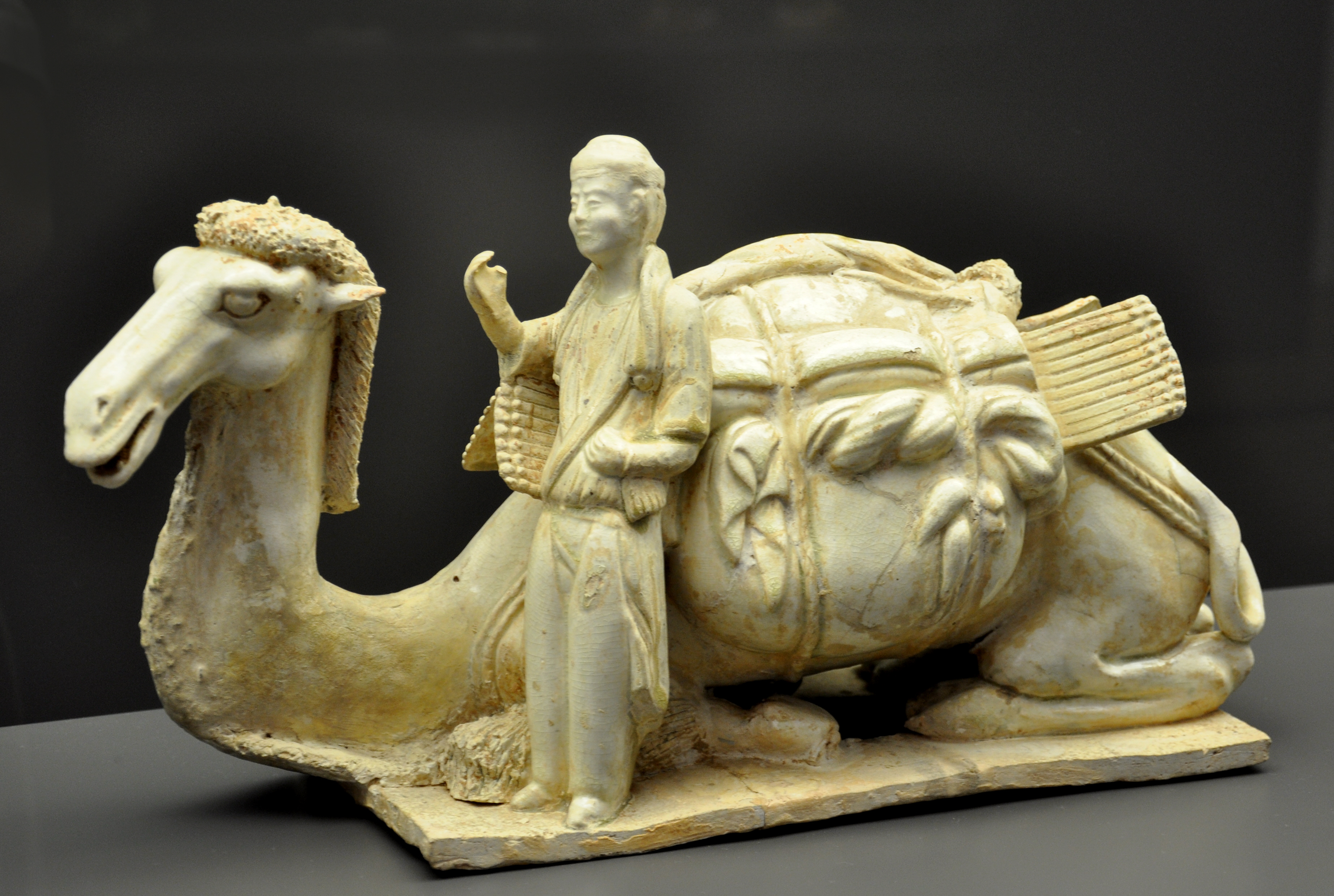
Chameau chargé avec cavalier, ici chinois

Les animaux les plus communs, et les plus susceptibles d'être grands et soigneusement modelés et décorés, sont les chevaux et les chameaux. Les deux sortes vont des animaux sans harnais et sellerie à ceux garnis d'ornements minutieusement détaillés et transportant des cavaliers ou, dans le cas des chameaux, de lourdes charges de marchandises. Au moins deux chameaux célèbres portent un petit orchestre humain. Chiens et animaux de ferme, à l'exception de certains taureaux jusqu'à environ 30   cm de haut, sont plus susceptibles d'être petites et non glaçurés.
Avec les statuettes de gardien et les officiels, les statues de chevaux sont le principal type de statuette funéraire en terre cuite qui est également connu dans d'autres médias, comme le bronze doré ou la pierre, et certaines tombes riches contiennent également de telles figures en métal. Les chameaux peuvent parfois appartenir à des tombes de gens riches du commerce mais semblent également avoir été associés à la richesse en général. Ils sont souvent représentés avec la tête levée et la bouche ouverte, et dans les plus beaux modèles, les zones hirsutes du cou et du haut des jambes sont soigneusement texturées dans l'argile. Les chevaux sont des "chevaux célestes" de Ferghana à l'ouest, qui sous la dynastie Tang étaient plus communs en Chine et ont cessé d'être une rareté très prisée. Ceux-ci étaient également fabriquées en céramique sous la dynastie Han; les exemples Tang sont plus réalistes, s'ils sont peut-être moins expressifs.

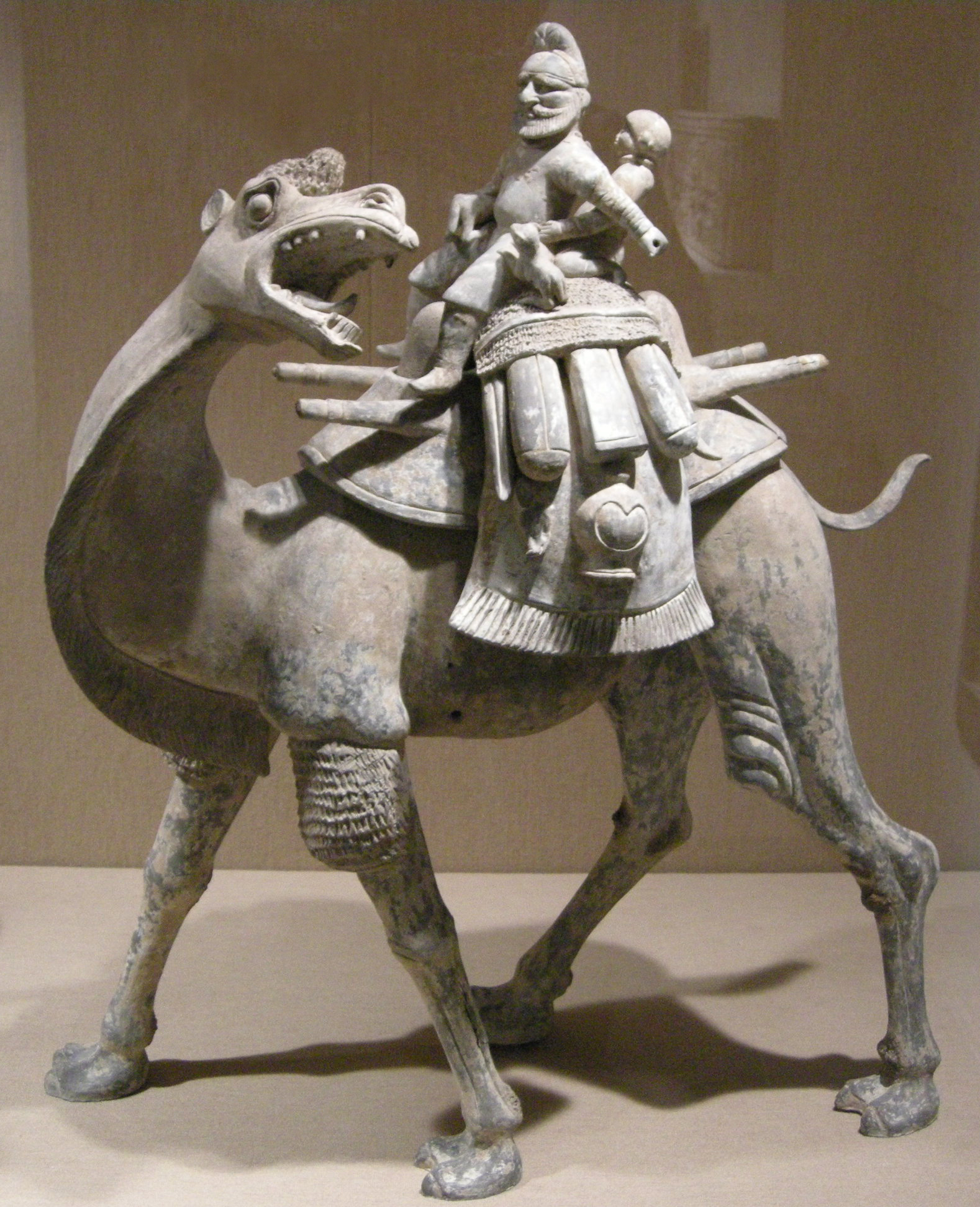
Chameau non émaillé et cavalier Sogdien
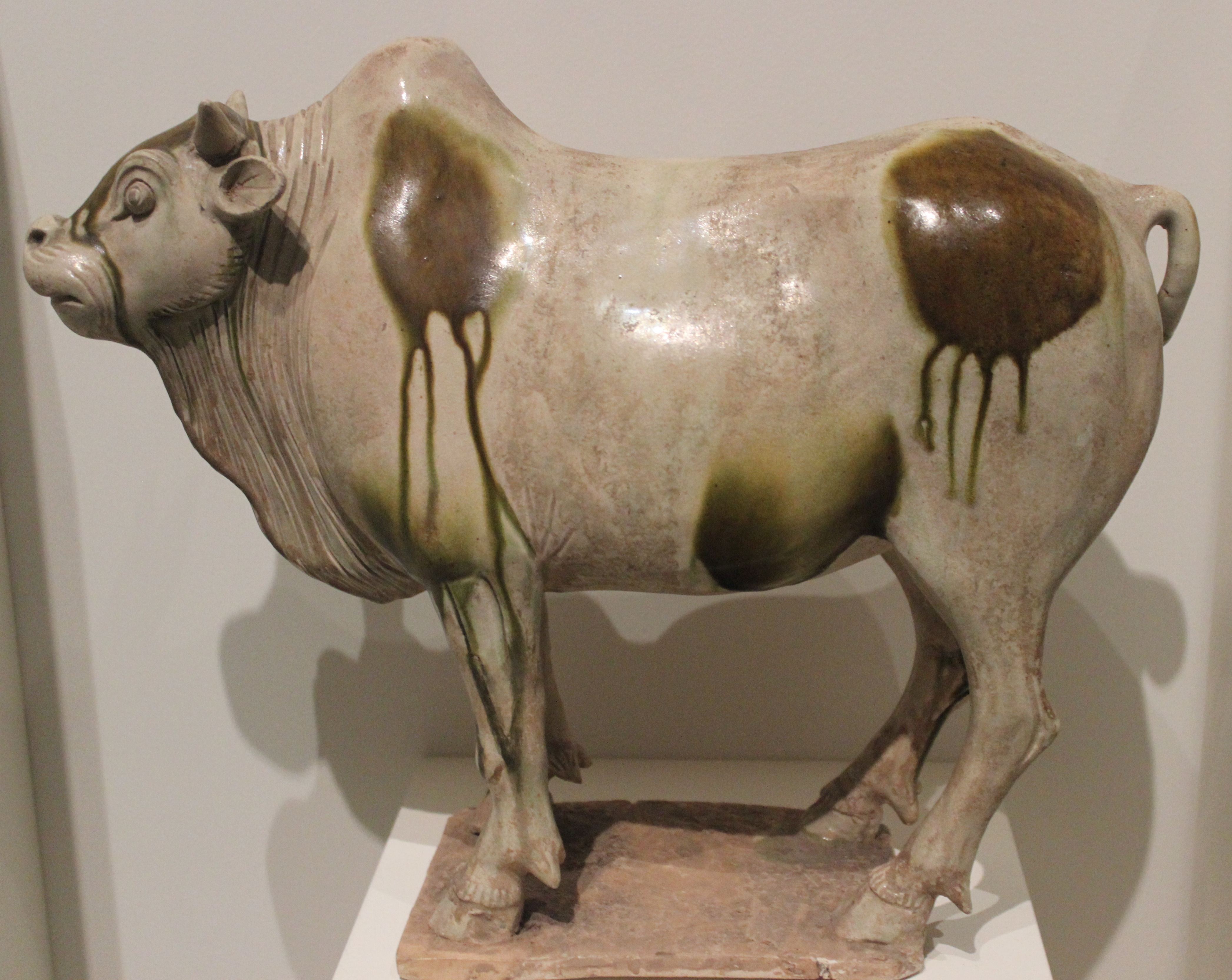
Taureau émaillé
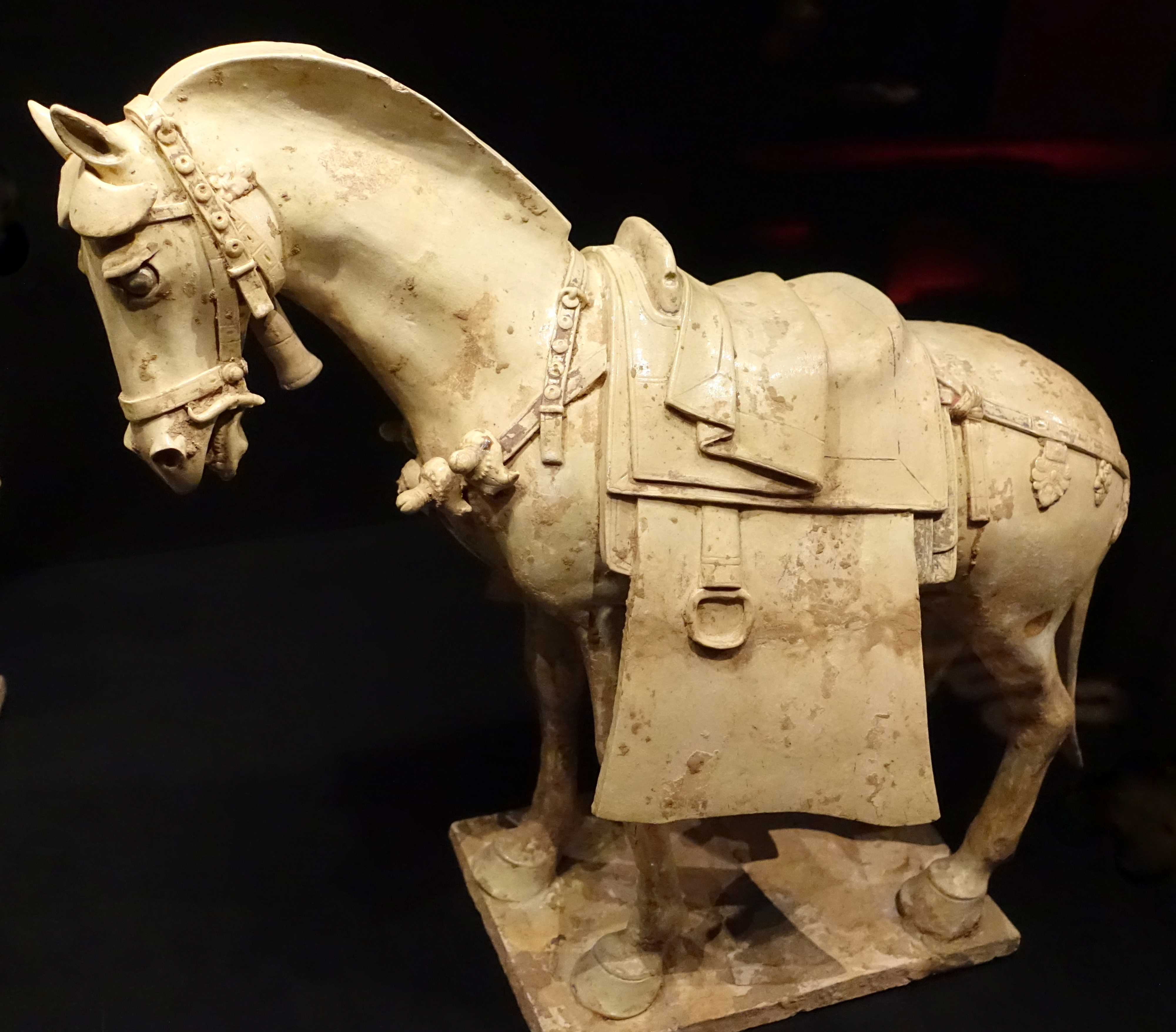
Cheval aux ornements élaborés, début des années 600
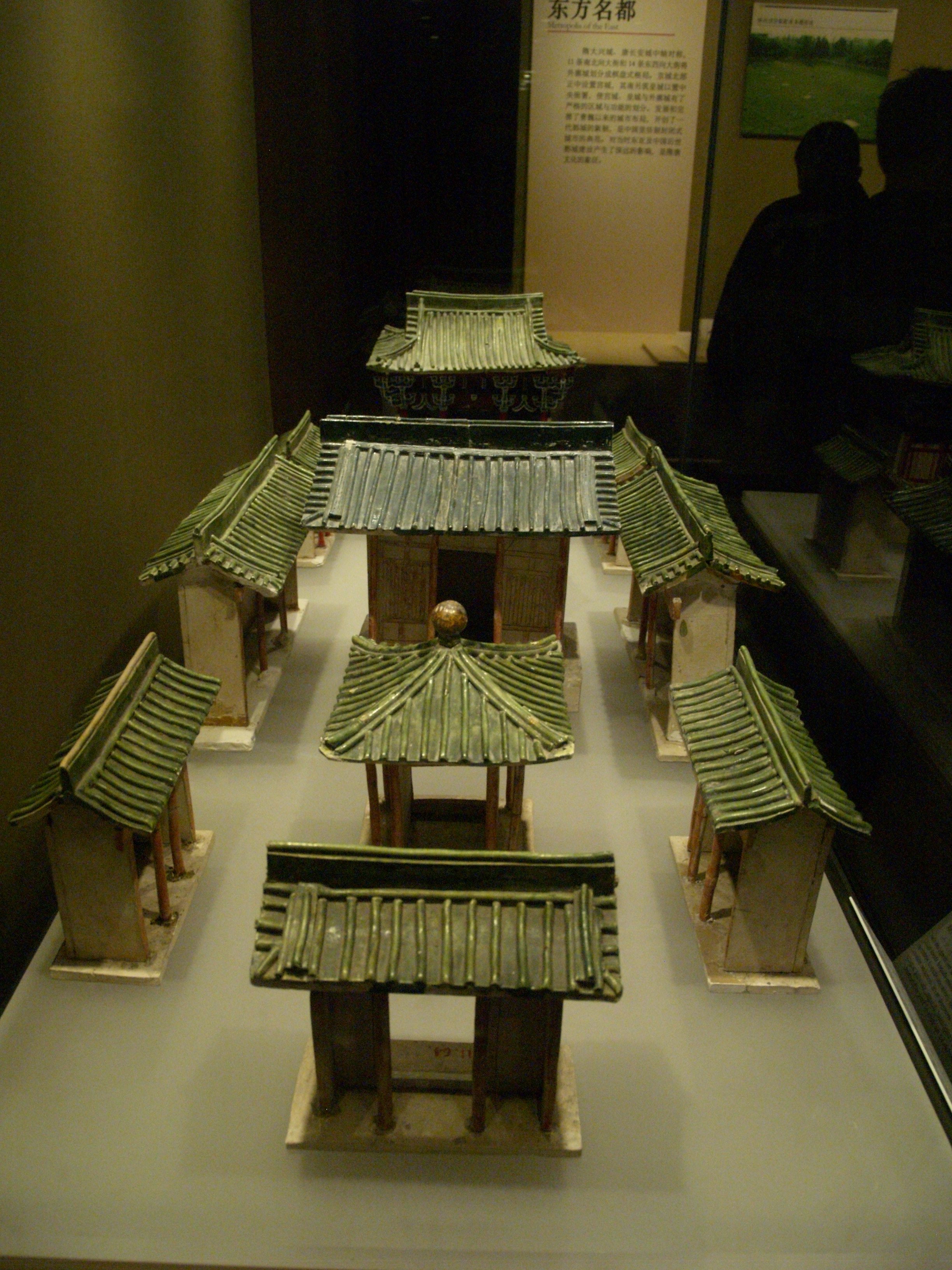
Maquette d'une maison autour d'une cour

### Gardiens de tombes

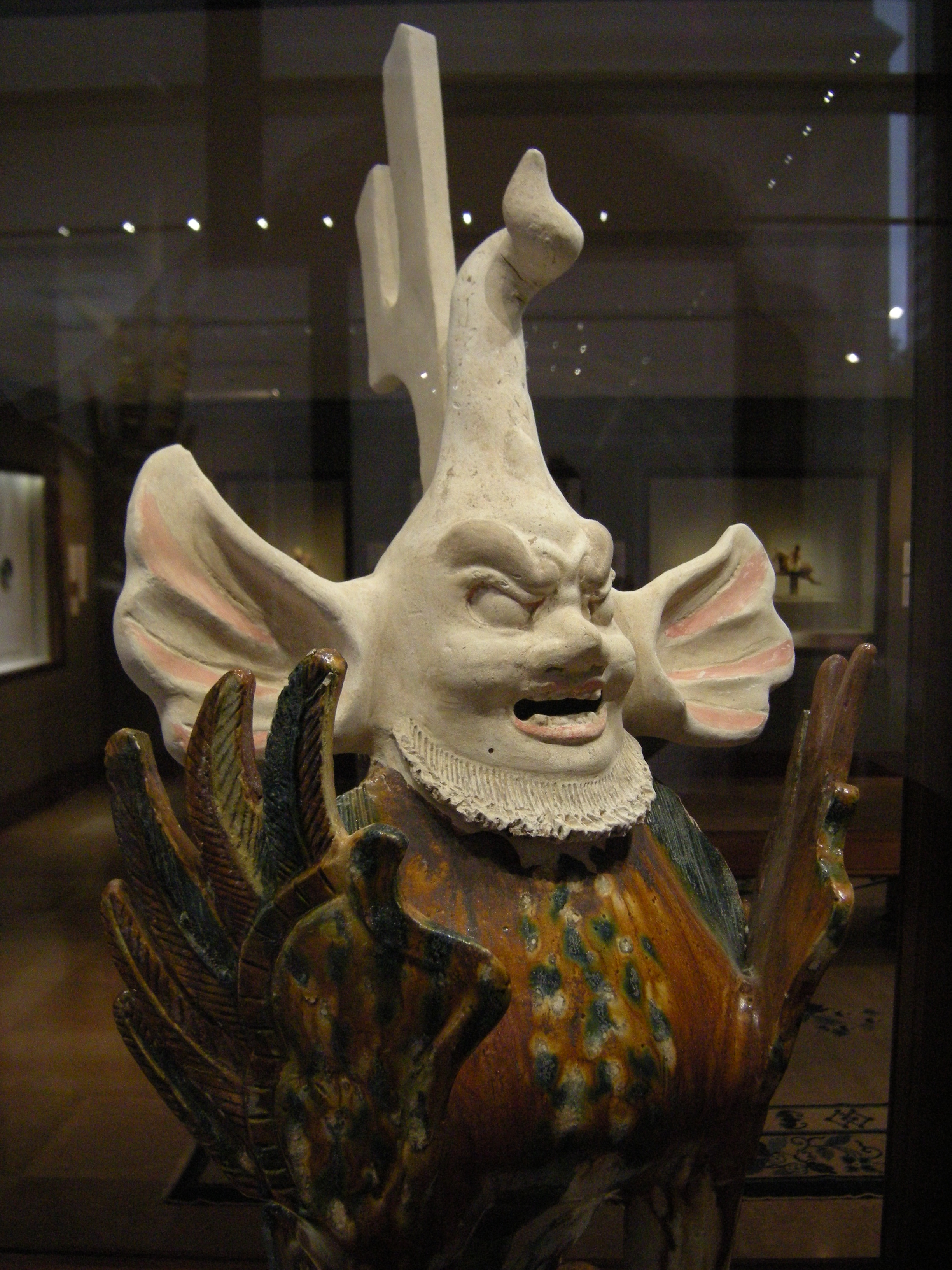
Visage non émaillé d'un esprit terrestre de type semi-humain

Quatre gardiens de tombes étaient répandus dans les tombes riches, généralement un à chaque coin: une paire chacun des "esprits de la terre" ou zhenmushou, et les gardiens guerriers lokapala ou zhenmuyong. Ces figures sont généralement les plus grandes et les plus élaborées d'une tombe et doivent souvent avoir été beaucoup plus difficiles à modéliser et à cuire. Ils sont plus susceptibles d'être glacés en sancai, bien que de nombreux exemples très élaborés ne le soient pas.
On peut penser que ces personnages protégeaient les vivants en empêchant les esprits des morts d'errer de façon inappropriée dans le monde extérieur, ainsi qu'en protégeant la tombe des intrusions de voleurs ou d'esprits ; les esprits de la terre étaient apparemment associés au premier rôle, et les lokapala au second.
Le lokapala était également trouvé à la surface dans des temples bouddhistes, en pierre ou en bois. Ils semblent représenter une fusion des gardiens taoïstes traditionnels, datant de la dynastie Han, et du dvarapala bouddhiste ou "Rois célestes", qui sont en théorie quatre, bien que souvent seulement deux soient représentés dans d'autres cultures bouddhistes. Ceux-ci aussi ont été montrés comme de "fabuleux semi-humains à crête avec des yeux exorbités, une bouche furieusement béante et des bras et des jambes puissants et massifs". Alors que les versions indiennes mettaient l'accent sur les attributs royaux, en Chine, elles étaient "transformées en généraux dynamiques idéalisés", avec une armure élaborée, souvent avec des reliefs supplémentaires.
Au début de la dynastie Tang, leur pose était moins théâtrale, debout avec les jambes droites et tenant une arme (maintenant généralement perdue) au repos. Au VIIIe siècle, les poses en contrapposto élaborées sont développées, généralement avec un pied plus haut que l'autre, car il piétine un démon nain soumis ou un animal, et un bras tenu haut, brandissant une arme, tandis que l'autre est plié et repose sur le hanche, dans une pose alliant férocité et nonchalance.
Les esprits de la terre sont encore plus fantastiques, avec des corps d'animaux, y compris souvent des ailes qui poussent depuis le haut des pattes avant. Les têtes sont souvent différentes, l'une semi-humaine et l'autre peut-être basée sur un lion grondant. Les deux ont "des cornes et des crêtes comme des flammes ou d'énormes crêtes de coq", généralement encore plus grandes dans le type lion, tandis que le type semi-humain peut avoir d'énormes et larges oreilles. Souvent, les visages du type lion sont glaçurés et pas ceux du type semi-humain. Bien que mentionnés dans la littérature à partir des Han, ils n'apparaissent dans l'art qu'à partir du VIe siècle se développant apparemment à partir de masques portés lors de la «cérémonie de nettoyage du diable au Nouvel An».
Il y avait aussi des figurines plus conventionnelles de lions grondant, relativement petites et généralement en glaçure sancai. Comme les ensembles d'animaux du zodiaque, ceux-ci ont continué à être produits après les Tang, alors que les "esprits de la terre" élaborés et lokapala ont été abandonnés.

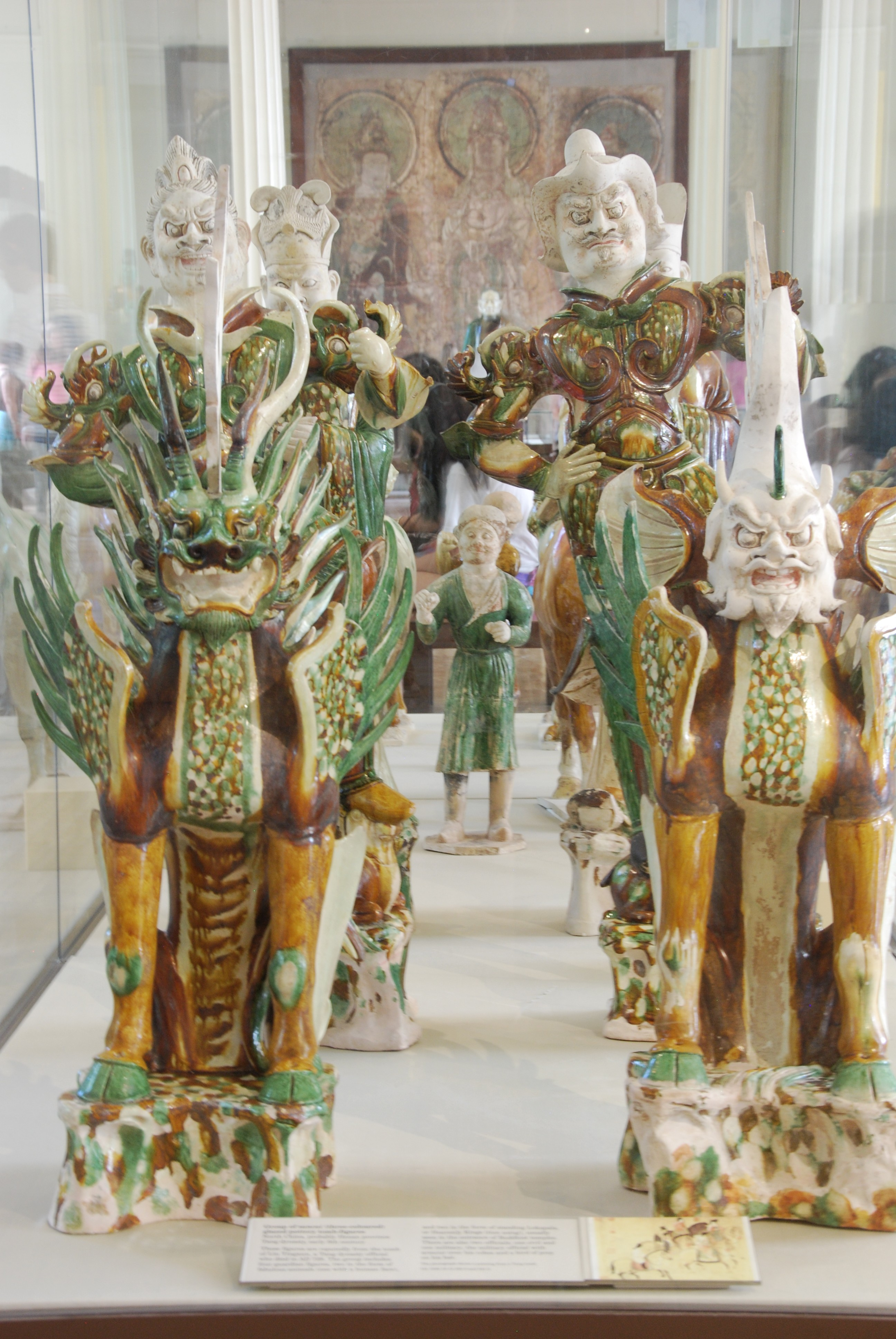
Statues funéraires de la tombede Liu Tingxun : deux esprits de la terre devant, deux lokapala derrière
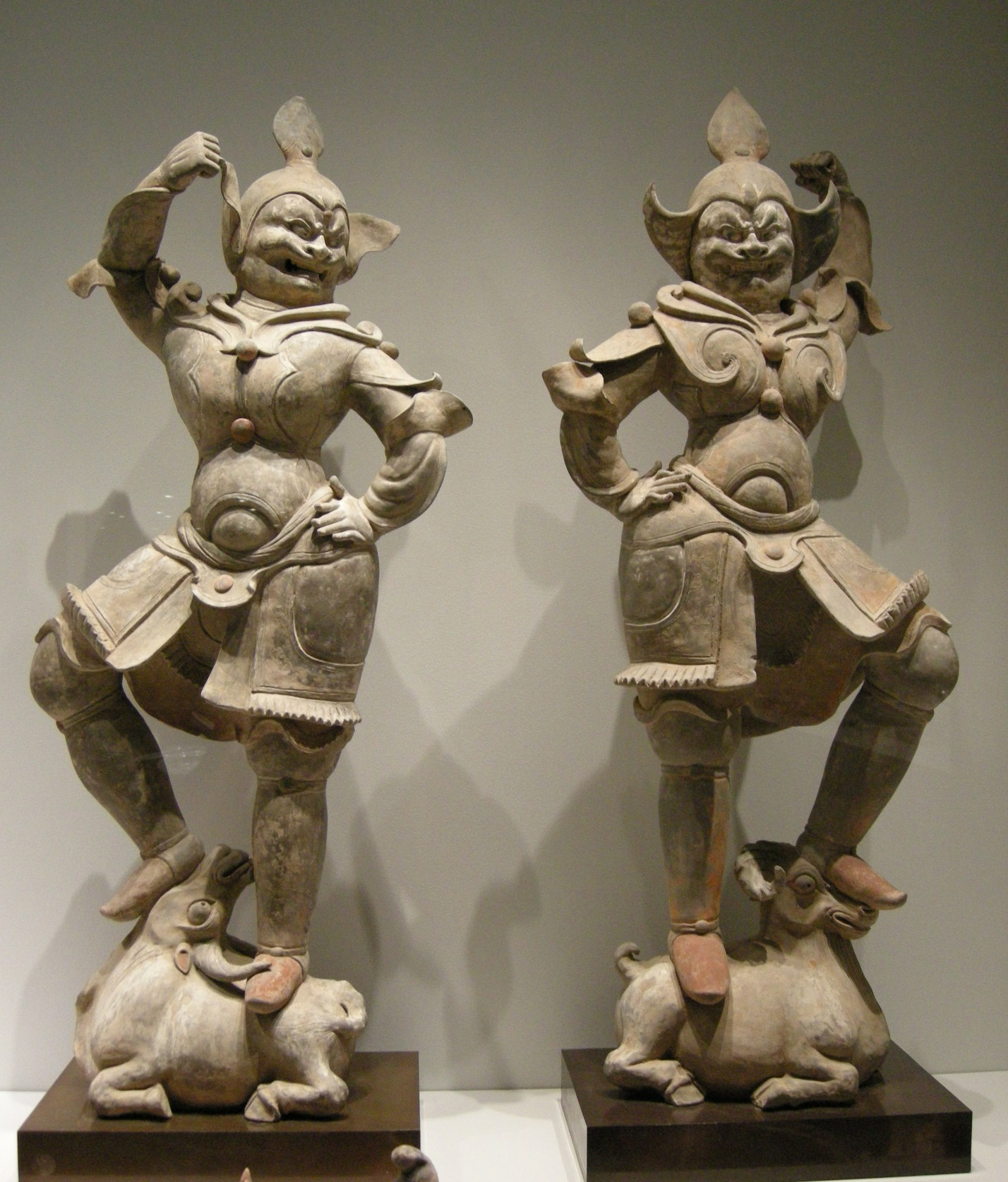
Paire de lokapala non glaçurés
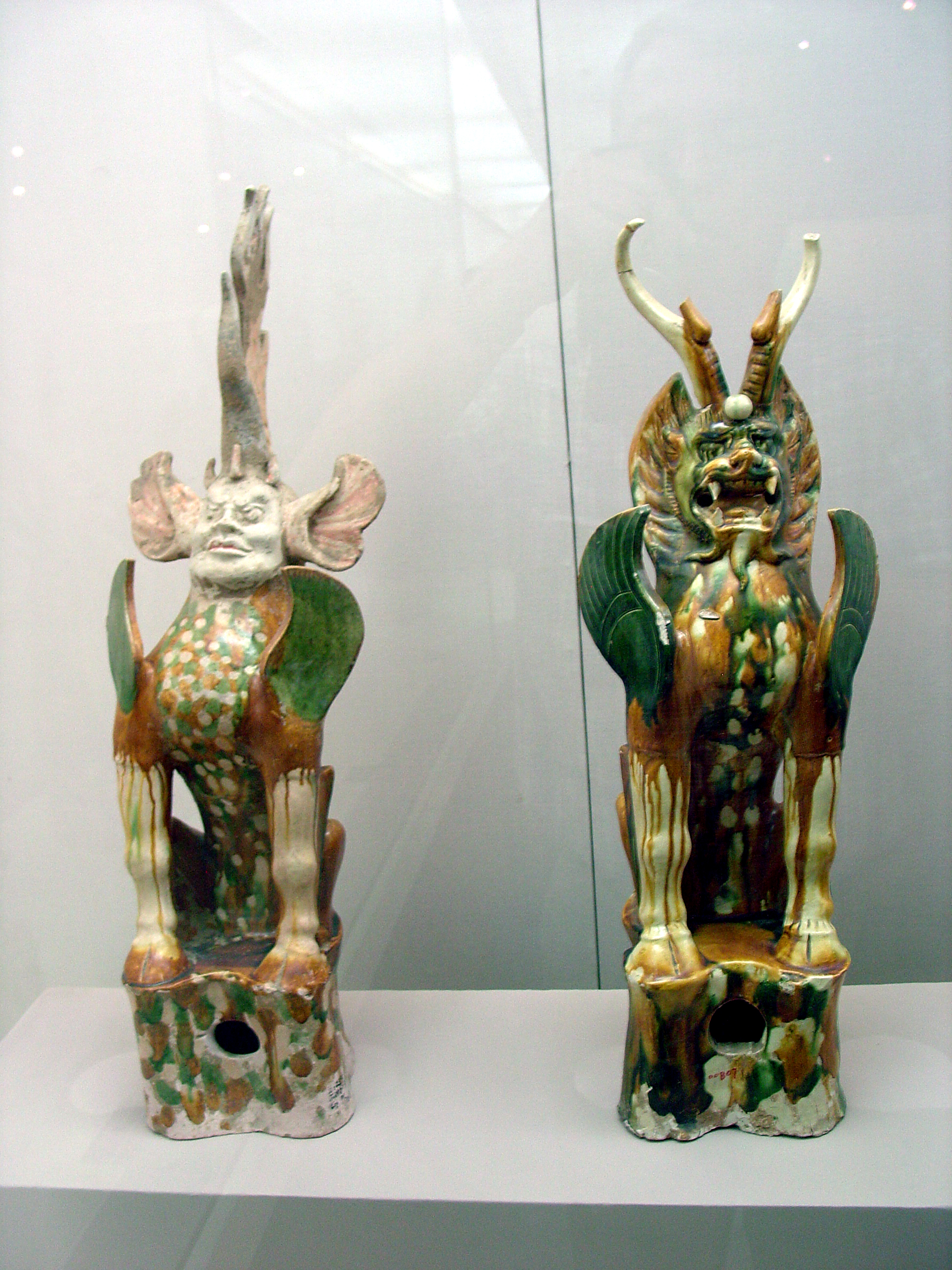
Paire d'esprits de la terre
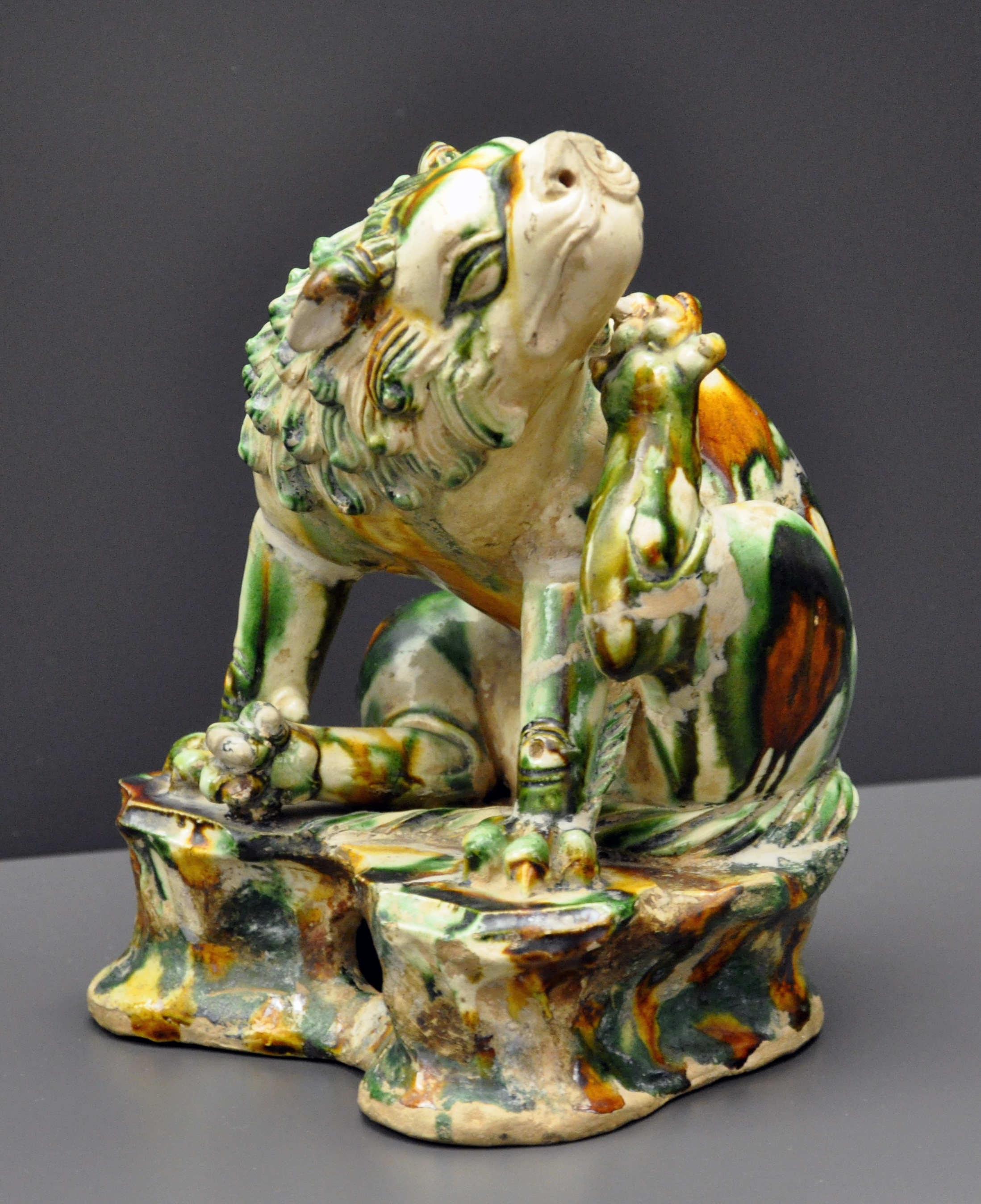
Statue de lion

## Recueillir l'histoire

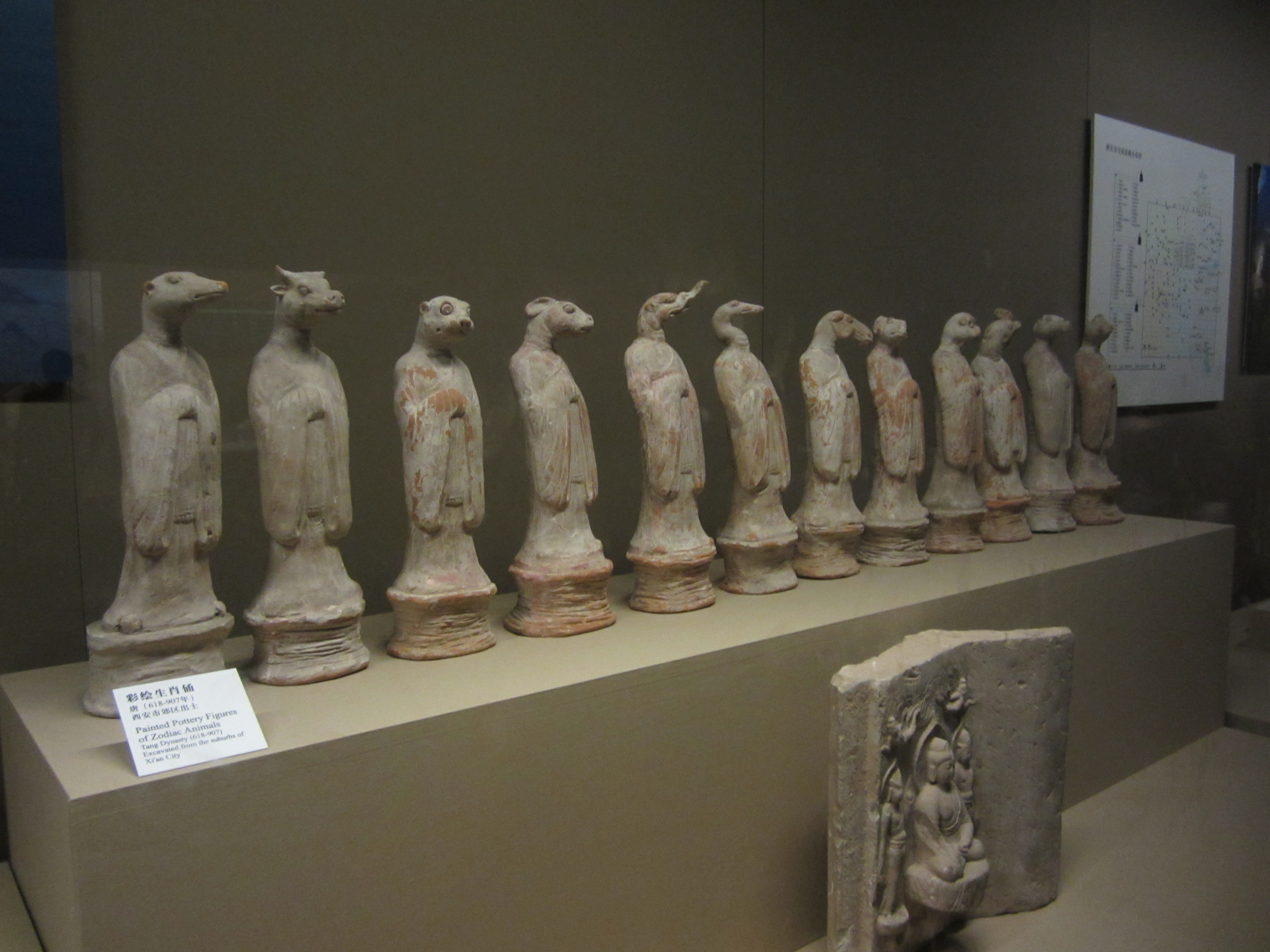
Un ensemble de figures du zodiaque chinois

Les figurines Tang n'étaient pas d'un grand intérêt pour les connaisseurs chinois traditionnels de céramique, et sont encore relativement peu prisées par les collectionneurs chinois car elles sont spécialement conçues pour être utilisées dans les sépultures, et donc considérées comme de mauvais augure ; cependant ce sont des expositions populaires dans les musées chinois. Ils sont devenus extrêmement populaires auprès des collectionneurs occidentaux à partir des années 1910 en particulier les figures de chevaux, en partie parce qu'ils s'harmonisaient bien avec l'art et les décors occidentaux modernes. En 1963, Gerald Reitlinger pouvait écrire qu'"aucun appartement de Mayfair n'est complet sans un chameau T'ang". Les prix, qui ont culminé à un niveau élevé d'environ 600 £ par personne au début des années 1920, ont baissé dans les années 1930 et 1940, mais ont fortement augmenté dans les années 1960, avec un prix d'adjudication record en 1969 de 16 000 £ pour un cheval.
Vers la fin des années 1990, on s'est aperçu qu'il y avait un grand nombre de contrefaçons sur le marché, et qu'il y avait également une recrudescence de nouvelles découvertes alors que la construction en Chine prospérait, et le marché était frappé par une offre accrue coïncidant avec une chute de la mode. Pour toutes ces raisons, les chiffres n'ont pas partagé l'énorme augmentation des prix de l'art chinois depuis les années 1990, qui a été tirée par les collectionneurs chinois. Le prix record pour un cheval reste 3 740 000 £ à une vente par le British Rail Pension Fund chez Sotheby's en 1989. En 2002, le concessionnaire qui avait vendu cette pièce à la caisse de retraite dans les années 1970 a déclaré qu'il pensait qu'en 2002, il serait "chanceux" d'atteindre un prix de 1 million de livres sterling.
- Figure de cheval debout Tang, Canberra

## Remarques
1. ↑  Michaelson, 24, 43–44
2. ↑  Medley, 78
3. ↑  Vainker, 80; Medley, 80
4. 1 2  Vainker, 78–79; Tang, 46–63
5. ↑  Tang, 62; Michaelson, 102–103
6. ↑  Colburn Clydesdale
7. ↑  Howard, 133
8. ↑  Medley, 26
9. 1 2  Vainker, 81
10. ↑  Vainker, 78
11. 1 2  McGregor
12. ↑  Watson (1973), 136–137
13. ↑  Michaelson, 72
14. ↑  Michaelson, 32–42
15. ↑  Michaelson, 36
16. ↑  Michaelson, 47–48; Watson (1973), 110, 119–120
17. ↑  Michaelson, 24, 44–46; Watson (1973), 118–119
18. ↑  Watson (1973), 117, 121; Colburn Clydesdale
19. ↑  Watson (1973), 136; Tang, 16–22, 46
20. ↑  Rawson, 144
21. ↑  Watson (1973), 136–137; on other tombs, Hay, throughout, especially 19–35. His fig. 24 shows a niche as found, with its figures.
22. ↑  Eckfield, "Introduction"
23. ↑  Hay, throughout; Eckfield, throughout, concentrating on the mural programmes
24. ↑  Hay, 46–49
25. ↑  Tang, 60; Grove: "Earthenware figures, varying in height from c. 150 mm to c. 1.5 m", but 12 cm is a common height
26. ↑  Vainker, 79
27. ↑  Tang, 45
28. ↑  Medley, 46, 49
29. ↑  Tang, 45–46; Medley, 77–78; Vainker, 80
30. 1 2  Tang, 58
31. ↑  Tang, 51
32. ↑  Tang, 46
33. ↑  Medley, 80
34. ↑  Medley, 80; Vainker, 80, British Museum page
35. ↑  Michaelson, 87
36. ↑  Watson (1974), 70–76; McGregor
37. ↑  Watson (1974), 75–76, 76 quoted
38. ↑  Tang, 62–63, 63 quoted
39. ↑  BM collection database, see curator's note; McGregor
40. ↑  Medley, 77–78
41. ↑  Tang, 46–48 (48 quoted); Grove
42. ↑  Tang, 47; Michaelson, 61–62, 70
43. ↑  Tang, 49–51; Michaelson, 72–73
44. ↑  Tang, 46–51; Michaelson, 59–60, 70–73, 84
45. ↑  Luoyang was capital for 684–705
46. ↑  Tang, 51–56; Michaelson, 79–82, 86–87; Grove
47. ↑  Medley, 79–80
48. ↑  Tang, 55
49. ↑  Tang, 51–55
50. ↑  shown with the horse
51. ↑  Tang, 58–59; example, another view
52. ↑  Tang, 59
53. ↑  Tang, 57–58; Michaelson, 47–48 for a Han example
54. ↑  Michaelson, 47–48
55. ↑  Tang, 56
56. 1 2  Tang, 60; Medley, 80
57. ↑  Watson (1973), 143–144
58. ↑  Michaelson, 139–140
59. ↑  Tang, 60, quoted
60. ↑  Michaelson, 139–140, 139 quoted
61. ↑  Grove; Tang, 60; Watson (1973), 143–144
62. 1 2  Tang, 60
63. ↑  Watson (1973), 144
64. ↑  Tang, 60–61
65. ↑  Tang, 60–62
66. ↑  Wang, 74
67. ↑  Watson (1974), 74; Wang, 74–75; Reitlinger (1963), 18
68. ↑  Reitlinger (1963), 18
69. ↑  Reitlinger (1963), 310–312; Reitlinger (1970), 429–431
70. ↑  Wang, 75, as of 2012
71. ↑  Wang, 75; "Items and Icons: Chinese art", The Independent, 21 March 1998